# Erinnerungsorte der Täuferbewegung

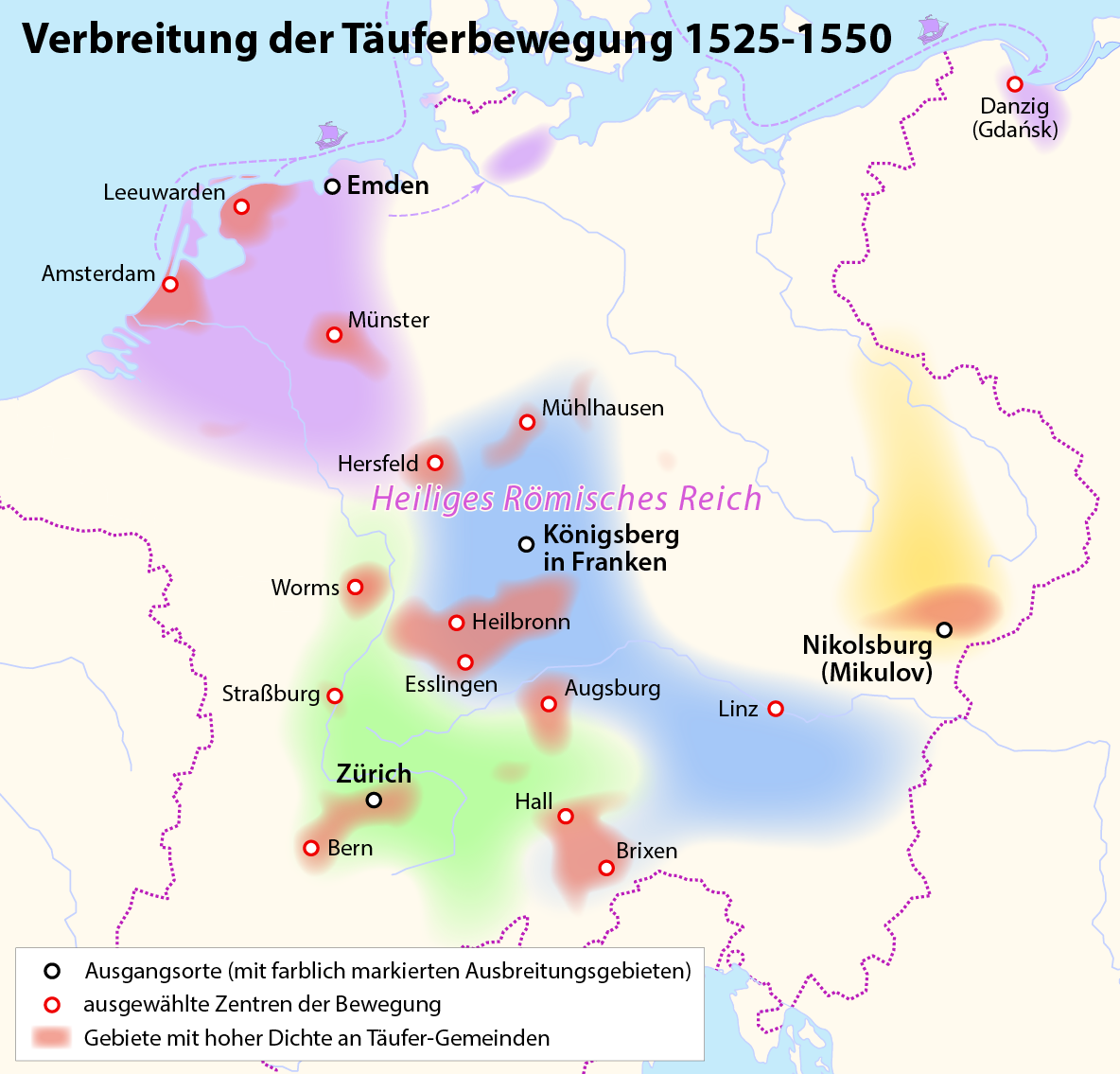
Ausbreitung und Zentren der Täuferbewegung

An den Erinnerungsorten der Täuferbewegung wird auf unterschiedliche Weise das Gedenken der in der ersten Hälfte des 16. Jahrhunderts entstandenen Bewegung der Täufer gepflegt.
Das augenfällige äußere Kennzeichen dieser Bewegung war die strikte Ablehnung der Säuglingstaufe und die konsequente Praxis der Gläubigentaufe. Ihre Anliegen waren und sind aber erheblich umfangreicher. Die Täufer stellten in Schrift, Wort und Lebenspraxis die Frage nach dem Wesen der Kirche, forderten die Trennung von Thron und Altar und waren Wegbereiter der erheblich später gesetzlich garantierten Glaubens- und Gewissensfreiheit. Sie diskutierten die Frage, ob es für Christen erlaubt sei, Kriegsdienst zu leisten, und kamen dabei zu unterschiedlichen Ergebnissen. Sie suchten aufgrund ihrer jeweiligen biblischen Einsichten nach neuen Formen menschlichen Zusammenlebens und entwickelten hier unterschiedliche Modelle, die einander zum Teil entgegengesetzt waren. Viele Angehörige der reformatorischen Täuferbewegung wurden wegen ihrer Überzeugungen verfolgt, vertrieben und als Märtyrer hingerichtet. Die moderne Täuferforschung spricht – parallel zum Genozid – inzwischen von einem Ekklesiozid, der an den Täufern verübt worden sei. Neben den staatlichen Behörden waren es vor allem die Beauftragten der katholischen, evangelisch-lutherischen und evangelisch-reformierten Kirchen, die maßgeblich daran beteiligt waren.
Im Laufe der vergangenen Jahrzehnte erfolgte eine Neubesinnung auf das Vermächtnis des sogenannten linken Flügels der Reformation. Sie drückt sich unter anderem auch darin aus, dass eine Reihe von Orten, die für die Täuferbewegung historisch relevant sind, besonders gekennzeichnet wurden. Die folgende Liste bietet – nach Ländern und Orten sortiert – einen noch nicht vollständigen Überblick.

## Deutschland

### Baden-Württemberg
- Rottenburg am Neckar: Gedenkstein für Ehepaar Sattler

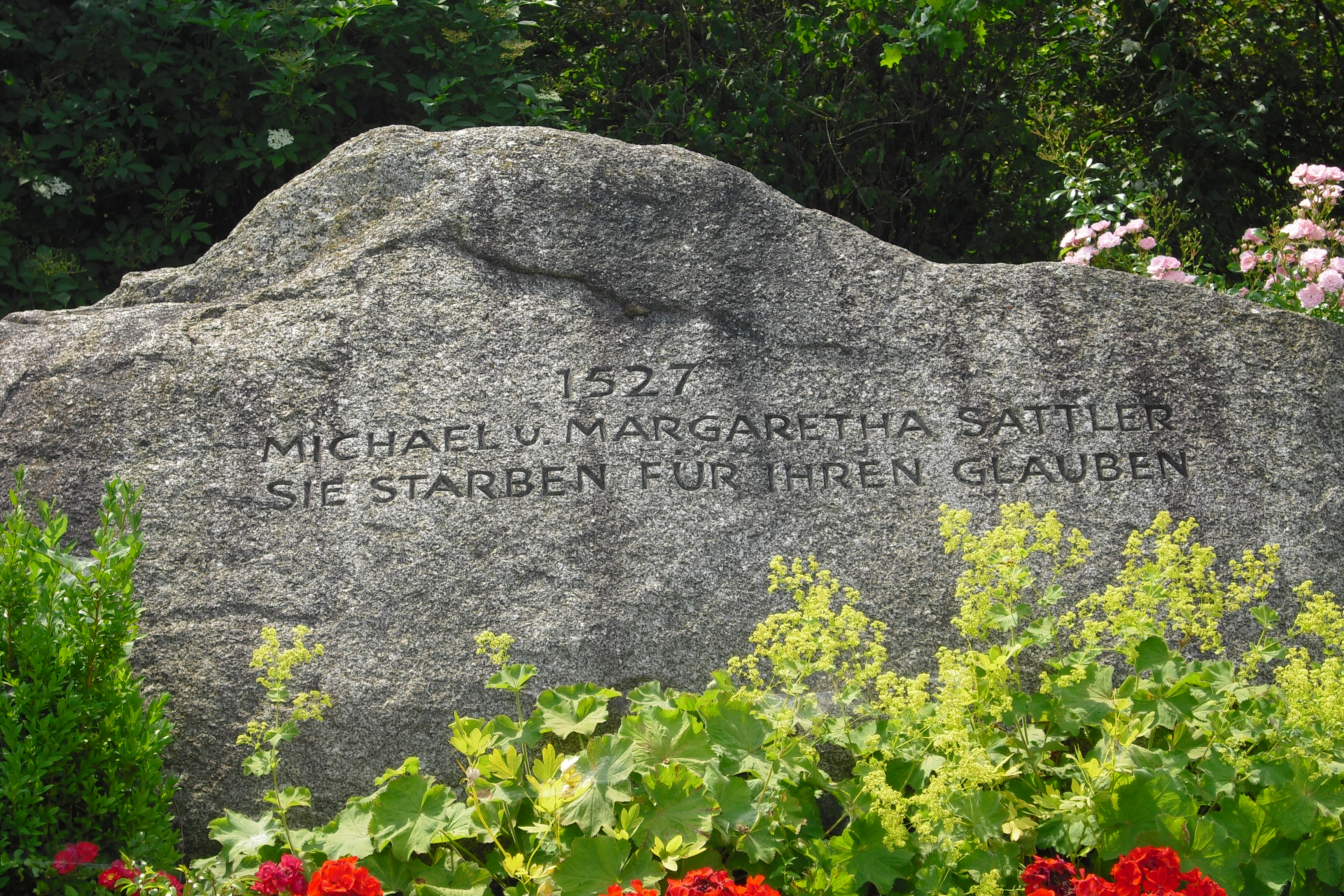
Sattler-Gedenkstein
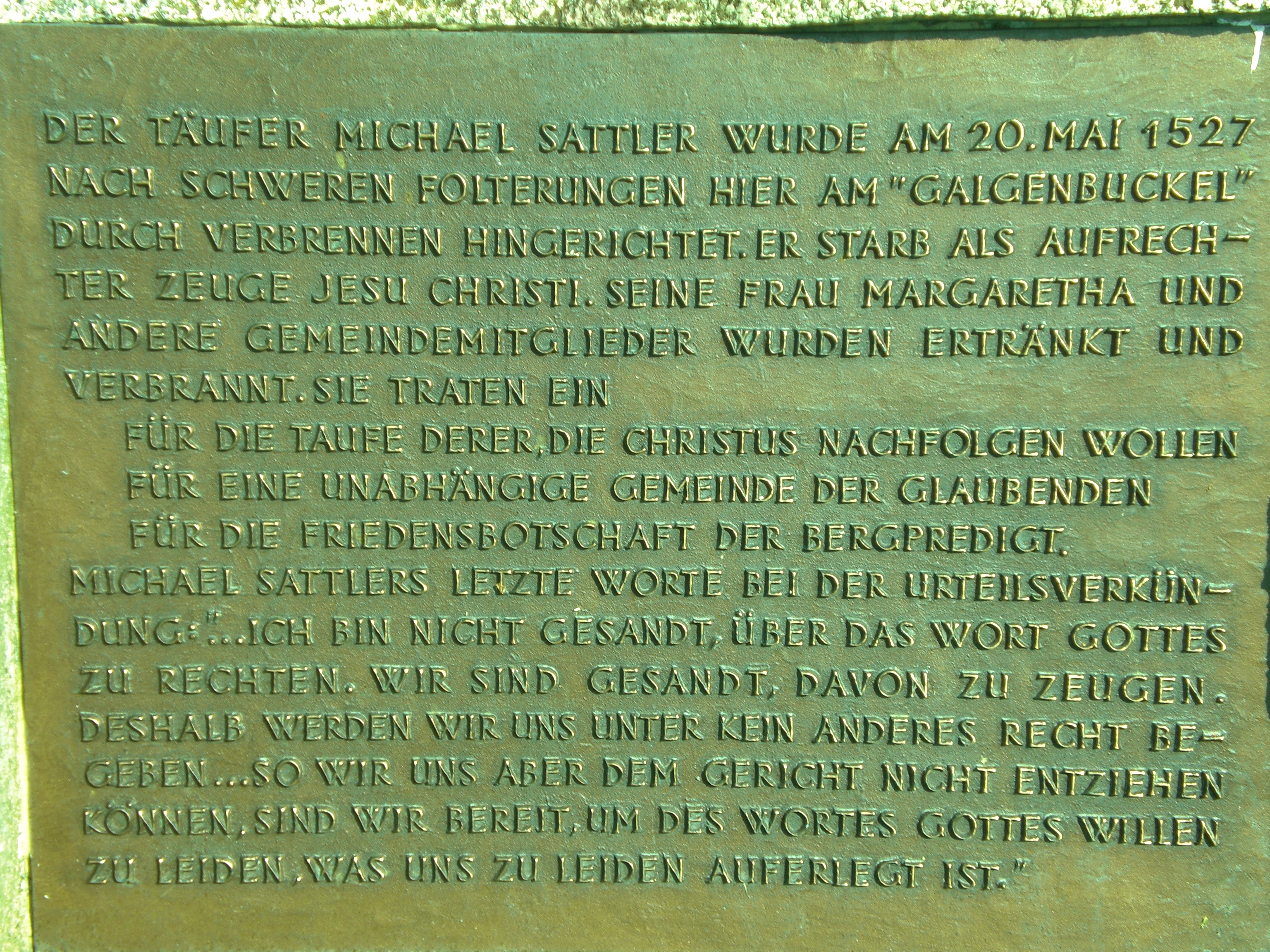
Rückseite des Gedenksteins

- Schwäbisch Gmünd: Gedenktafel am Schmiedturm für die 1529 im Remswasen hingerichteten Täufer (enthüllt im Dezember 2009)[1]
- Waldshut: Balthasar-Hubmaier-Kapelle der Evangelisch-Freikirchlichen Gemeinde[2]

### Bayern
- Althegnenberg-Hörbach: Täuferbrunnen mit der Inschrift: Zur Erinnerung an 9 Opfer aus unserer Heimat, die in der Reformationszeit als „Täufer“ wegen ihres Glaubens verfolgt wurden. Ihre Friedfertigkeit und ihr Eintreten für die Grundwerte des christlichen Glaubens büßten sie mit dem Leben. Unter ihnen waren vier Hörbacher: Matthes Hoffmair; Andre auf der Stelzen; Christoph Jos und Gebhardt. Wenn sie uns Heutige an Toleranz gegenüber Andersgläubigen, Andersdenkenden und Fremden gemahnen, dann war ihr Tod nicht vergebens. 1527 - 1999[3]

- Augsburg: Haus der Susanna Daucher, Schleifergässchen. Hier wurde im April 2013 eine Gedenktafel angebracht. Die Inschrift lautet: Am Ostermorgen, 12. April 1528, versammelte sich eine Gemeinde der Täufer im Haus des Bildhauers HANS DAUCHER und seiner Frau SUSANNA.
Die Stadtwache sprengte die illegale „Zusammenrottung“ und verhaftete 88 Personen. Sie wurden, teilweise unter Folter, verhört. Auf Beschluss des Stadtrates wurden die meisten ausgewiesen. Dorothea Fröhlich, Scholastika Stierpaur und Thomas Paur erhielten ein Brandzeichen. Elisabeth Heggenmiller wurde die Zunge herausgeschnitten. Vorsteher Hans Leupold wurde am 25. 4. 1528 hingerichtet.
Susanna Daucher wurde am 21. 4. 1528 ausgewiesen. Weil sie schwanger war, wurde ihr das Brandzeichen erspart. Ihre beiden kleinen Söhne musste sie zurücklassen.[4]

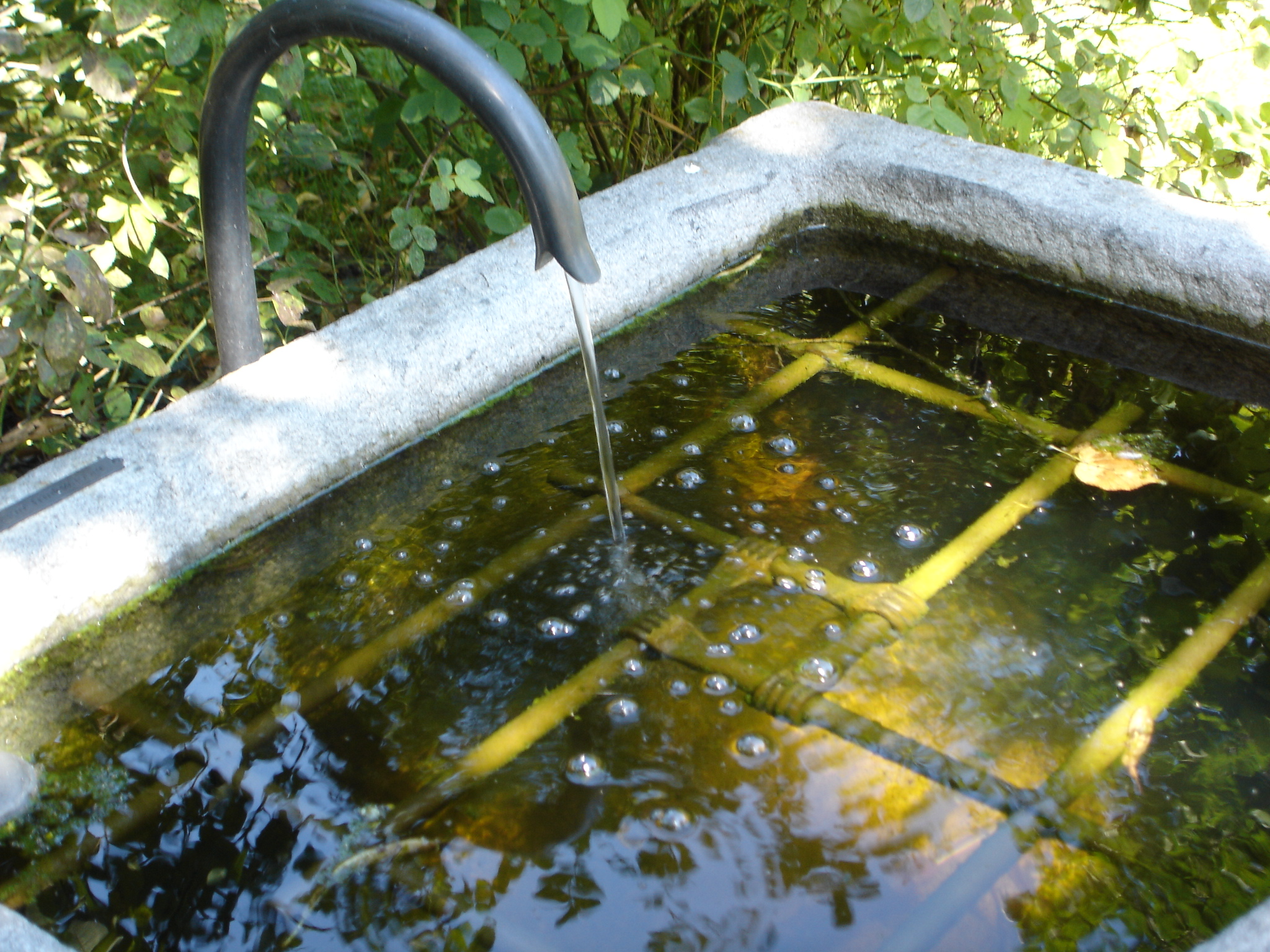
Täuferbrunnen
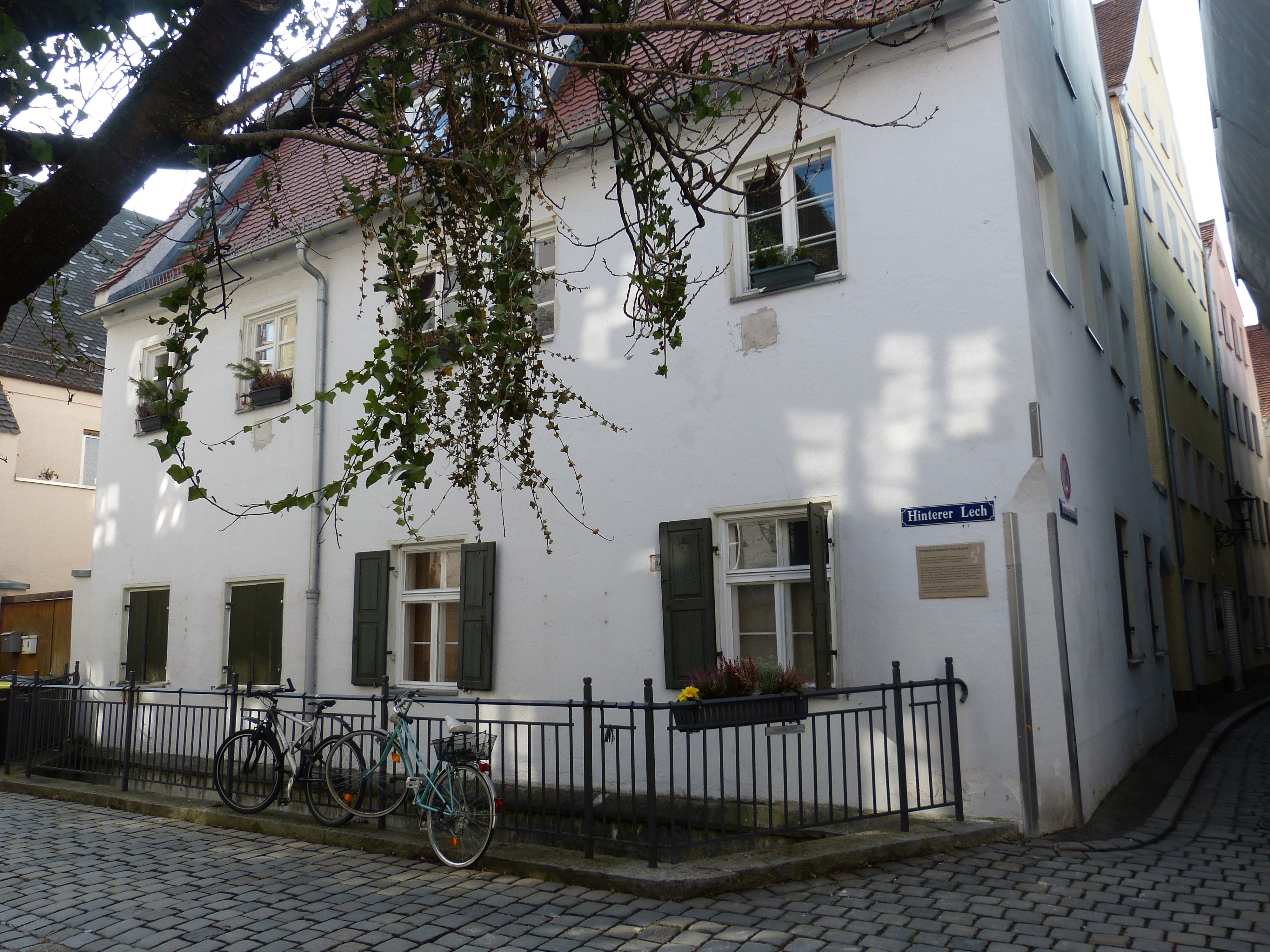
Augsburg: Dauchers Haus, Hinterer Lech 2
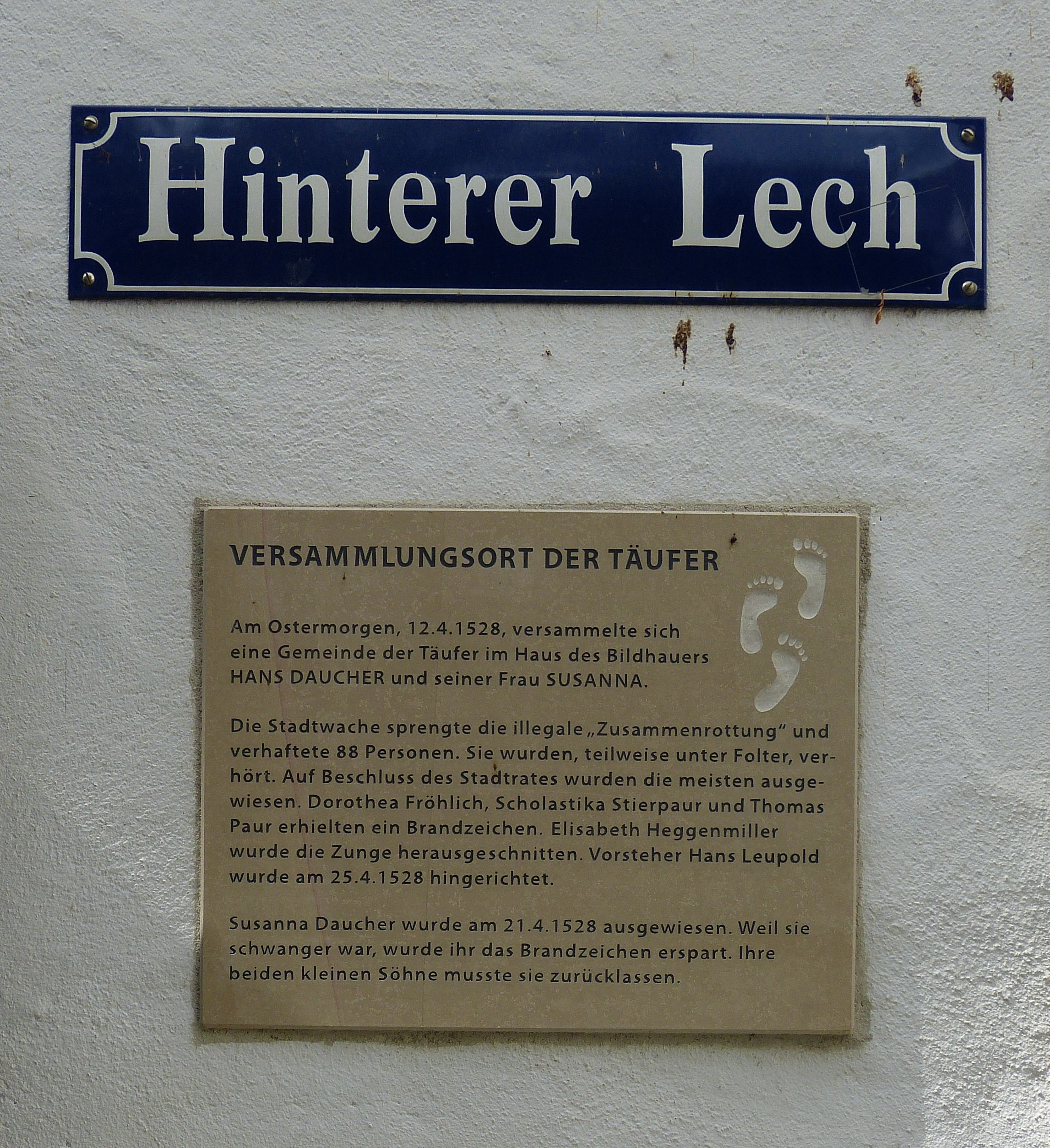
Gedenktafel am Haus, Hinterer Lech 2

### Niedersachsen
- Dykhausen, Evangelisch-reformierte Kirche: Grabplatte Heinrich Krechtings, Kanzler des Täuferreichs von Münster

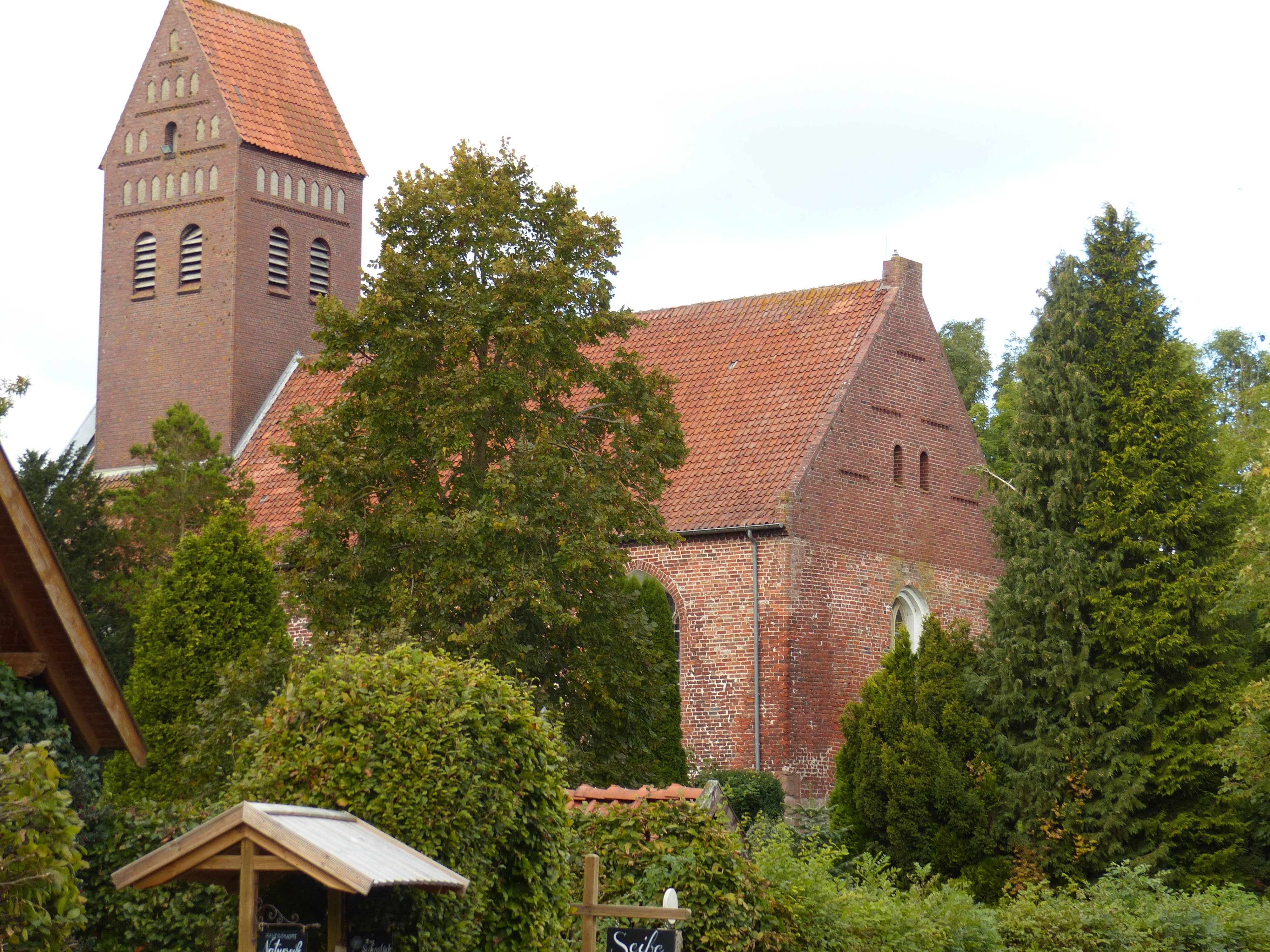
Dykhauser Kirche - Hier befindet sich die Grabplatte Krechtings

- Emden, Johannes-a-Lasco-Bibliothek in der Großen Kirche zu Emden: Gedenkstätte des niederdeutschen Täufertums – Melchior Hofmann in Emden

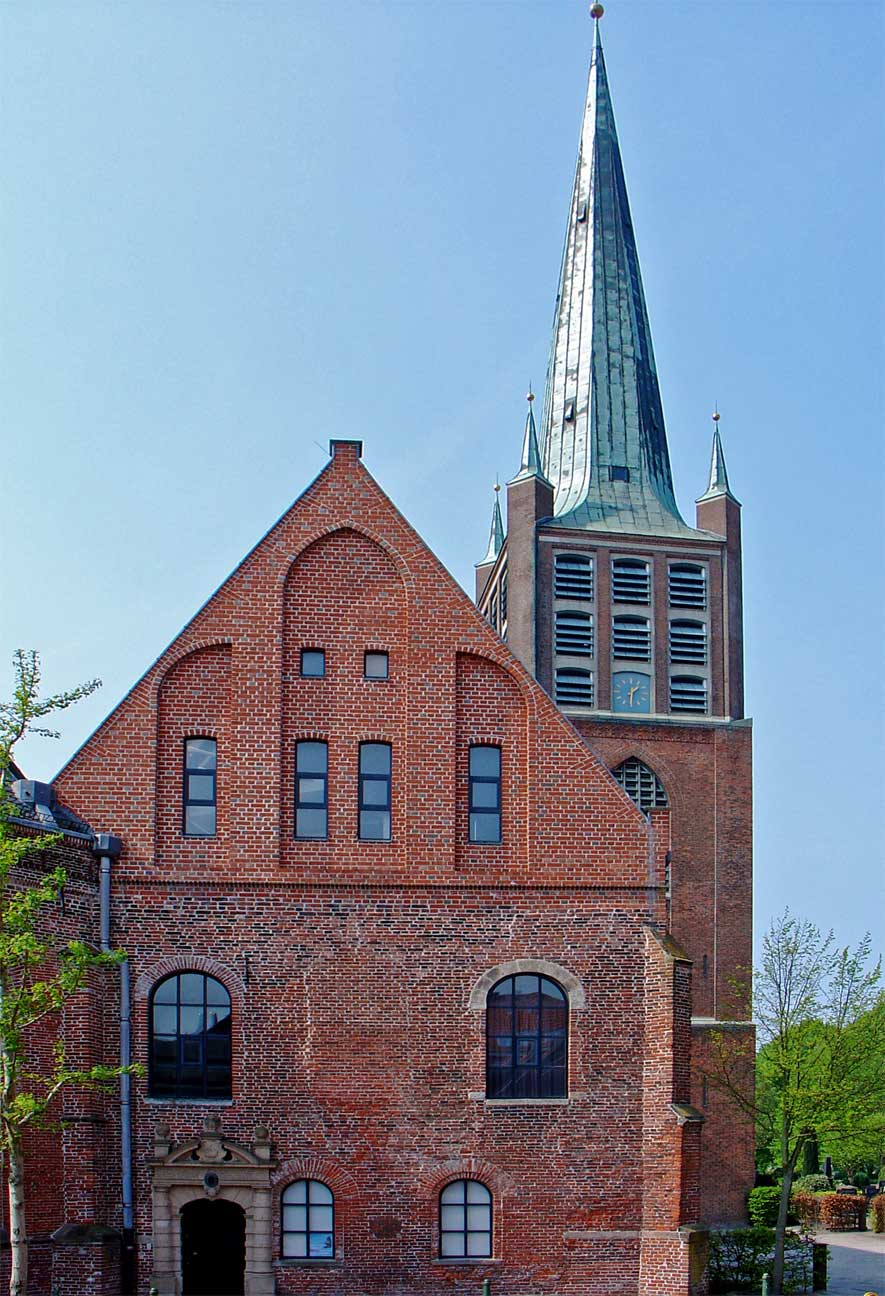
Große Kirche in Emden – hier taufte Melchior Hofmann.

- Neustadtgödens (ehemalige Mennonitenkirche); Ausstellung zur Geschichte der Mennoniten im Landrichterhaus

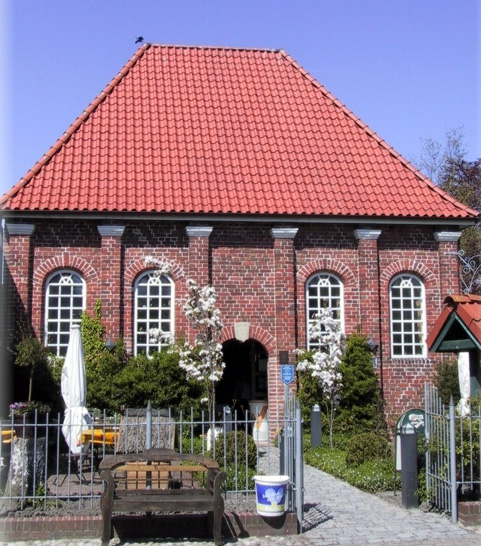
Ehemalige Mennonitenkirche
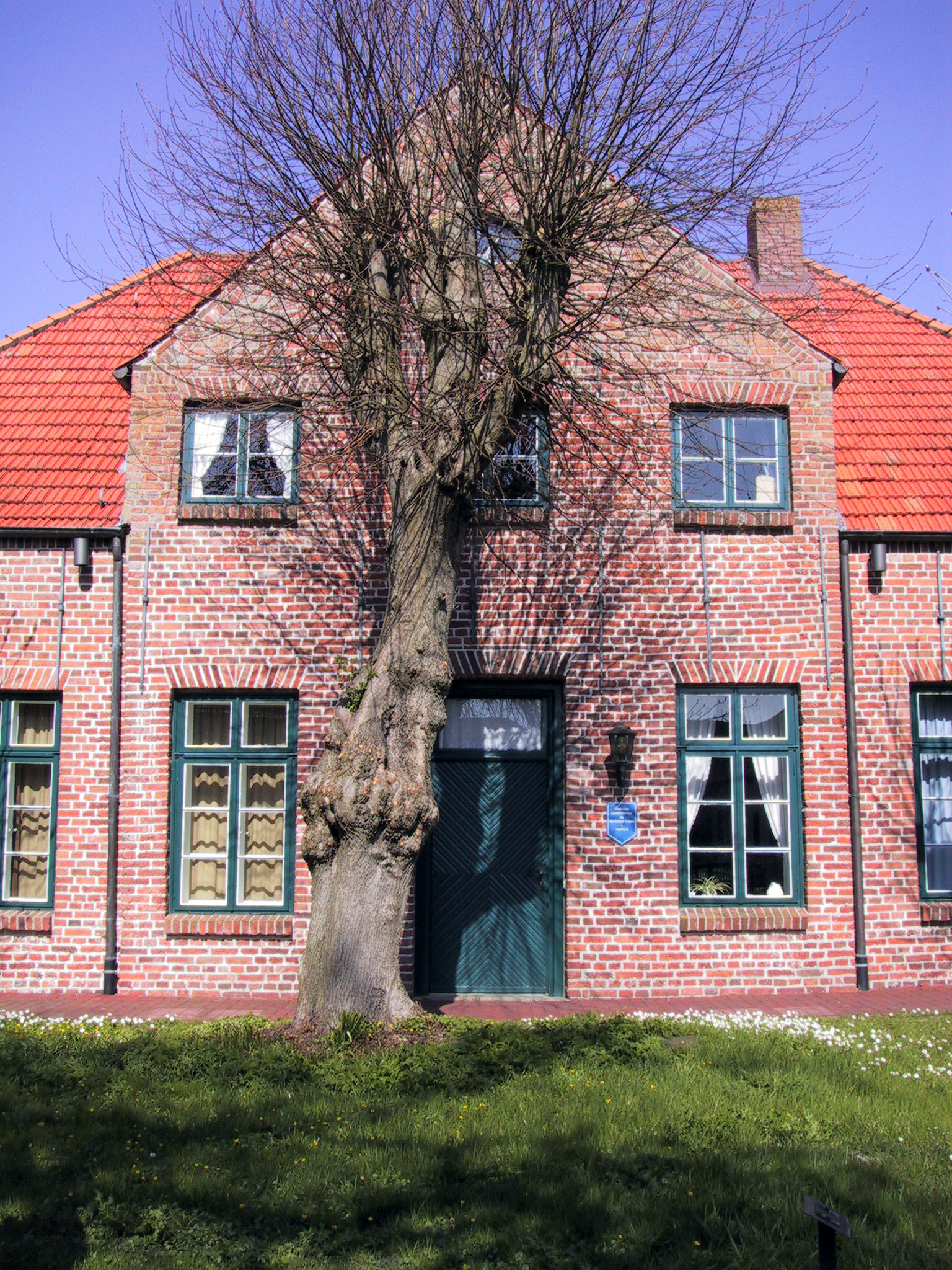
Landrichterhaus

- Werdum, Burg Edenserloog - Hier wurde vor 1520 Ursula van Beckum geboren. Sie starb am 15. November 1544 als Märtyrerin der Täuferbewegung in Delden.

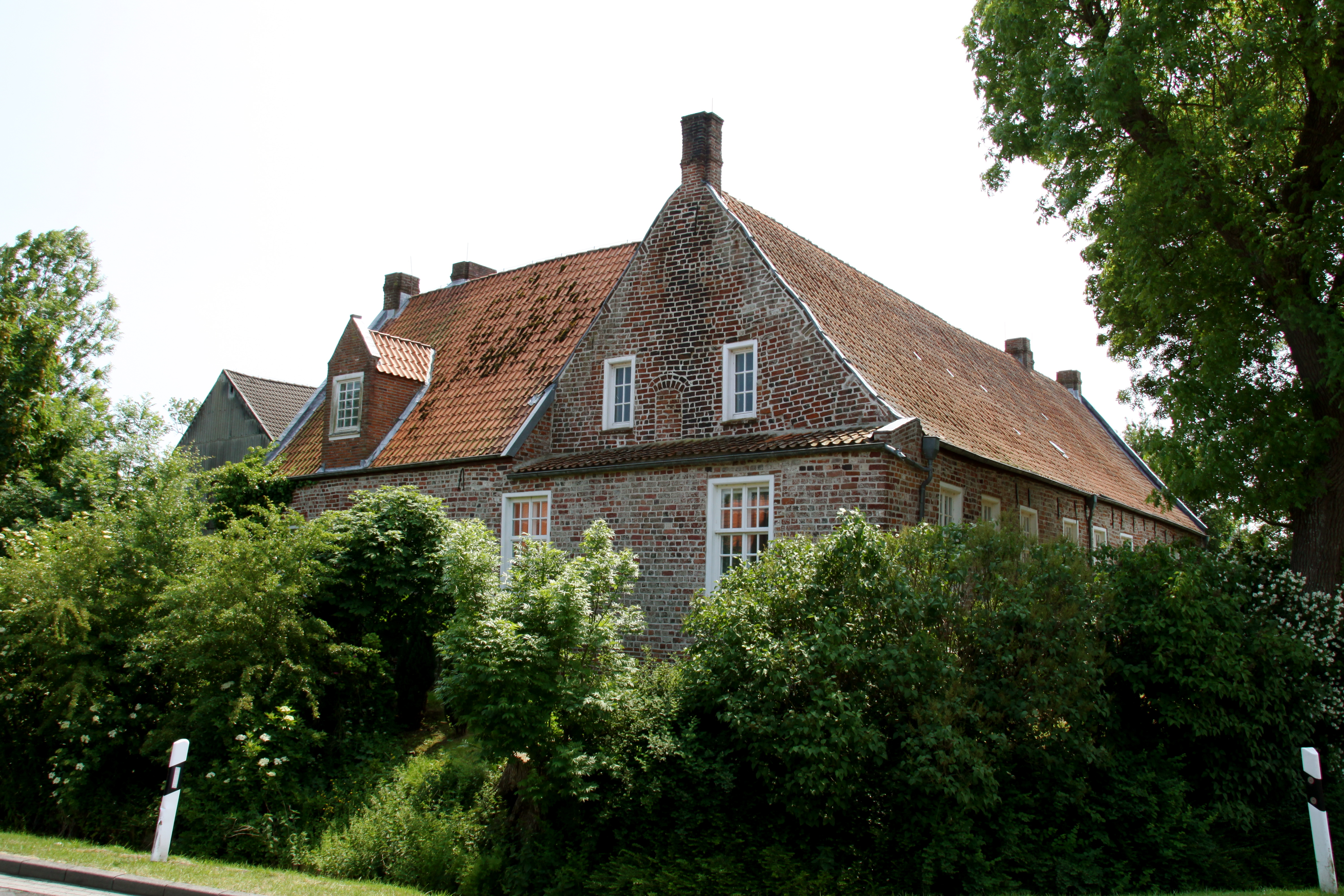
Burg Edenserloog in Werdum

### Nordrhein-Westfalen
- Münster:
  - Täuferkörbe – Nach ihrer Verurteilung am 16. Januar 1536 erfolgte zu Füßen der Lambertikirche am 22. Januar des Jahres die öffentliche Marterung und Hinrichtung der drei verbliebenen Anführer des Täuferreichs von Münster. Sie wurden am Turm der Kirche in drei eisernen Körben aufgehängt, „daß sie allen unruhigen Geistern zur Warnung und zum Schrecken dienten, dass sie nicht etwas Ähnliches in Zukunft versuchten oder wagten“.[5] Von den Körben existieren drei Nachbildungen, die im Jahre 1888 angefertigt wurden. Sie erwarb Hermann Landois (1835–1905, Zoologieprofessor) für seine pseudo-historische Sammlung in der Tuckesburg im alten Zoo. Diese Kopien wurden von dort 1982 für die Ausstellung von Stephan Huber im Westfälischen Kunstverein ausgeliehen und mit weißen Segelflugzeugflügeln versehen im Ausstellungsraum im Westfälischen Landesmuseum für Kunst und Kulturgeschichte ausgestellt unter dem Titel Das Gottesreich fliegt – der Kunstverein tanzt (Katalog). Sie hängen heute im Stadtmuseum Münster. Die Originale hängen nach wie vor an der Lambertikirche.

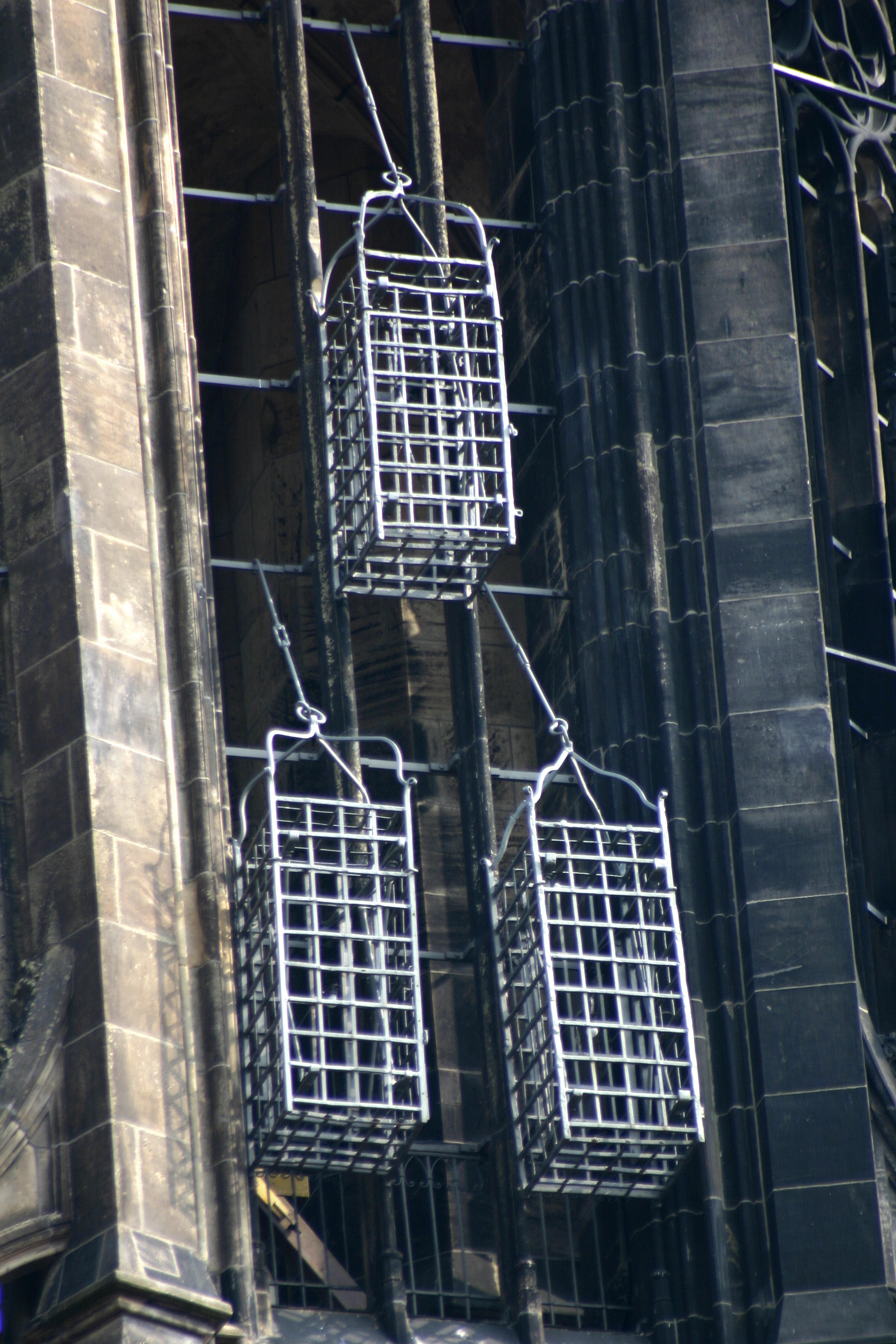
Täuferkörbe am Turm der Lamberti-Kirch

- - Prinzipalmarkt Nr. 29 und 41: Hier finden sich ins Straßenpflaster eingelassene Gedenksteine für Bernd Knipperdolling und Bernd Krechting.

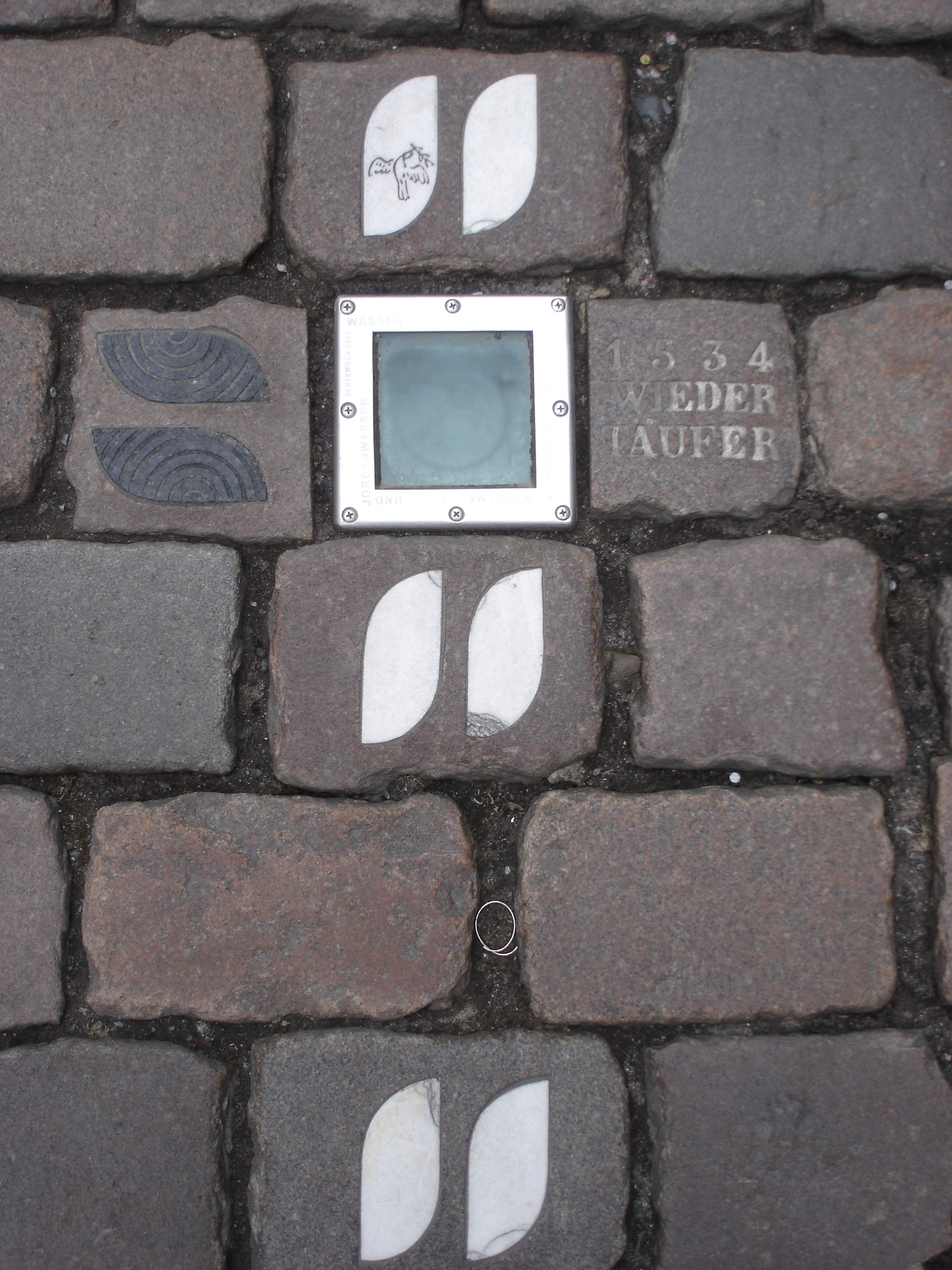
Pflaster-Gedenksteine

### Rheinland-Pfalz
Unter der Überschrift Täuferspuren in der Pfalz verweisen seit 2017 Informationstafeln an verschiedenen Orten auf die Geschichte der rheinland-pfälzischen Mennoniten. Sie laden ein, die „vielfältige Geschichte von Verfolgung, Vertreibung und Tod, aber auch von Tolerierung und Integration“ zu erkunden und sie gleichzeitig zu erwandern und mit dem Fahrrad oder Auto zu erfahren.
Bis Mitte 2018 wurden Tafeln an folgenden Gebäuden beziehungsweise Orten angebracht:
- Weiherhof (Gymnasium)[7]
- Mennonitenkirche Ibersheim
- Diemerstein
- Ölmühle Frankenstein
- Mennonitenkirche Sembach
- Münchhof
- Neudorferhof
- Wohnhaus Maurer in Mehlingen
- Messerschwanderhof

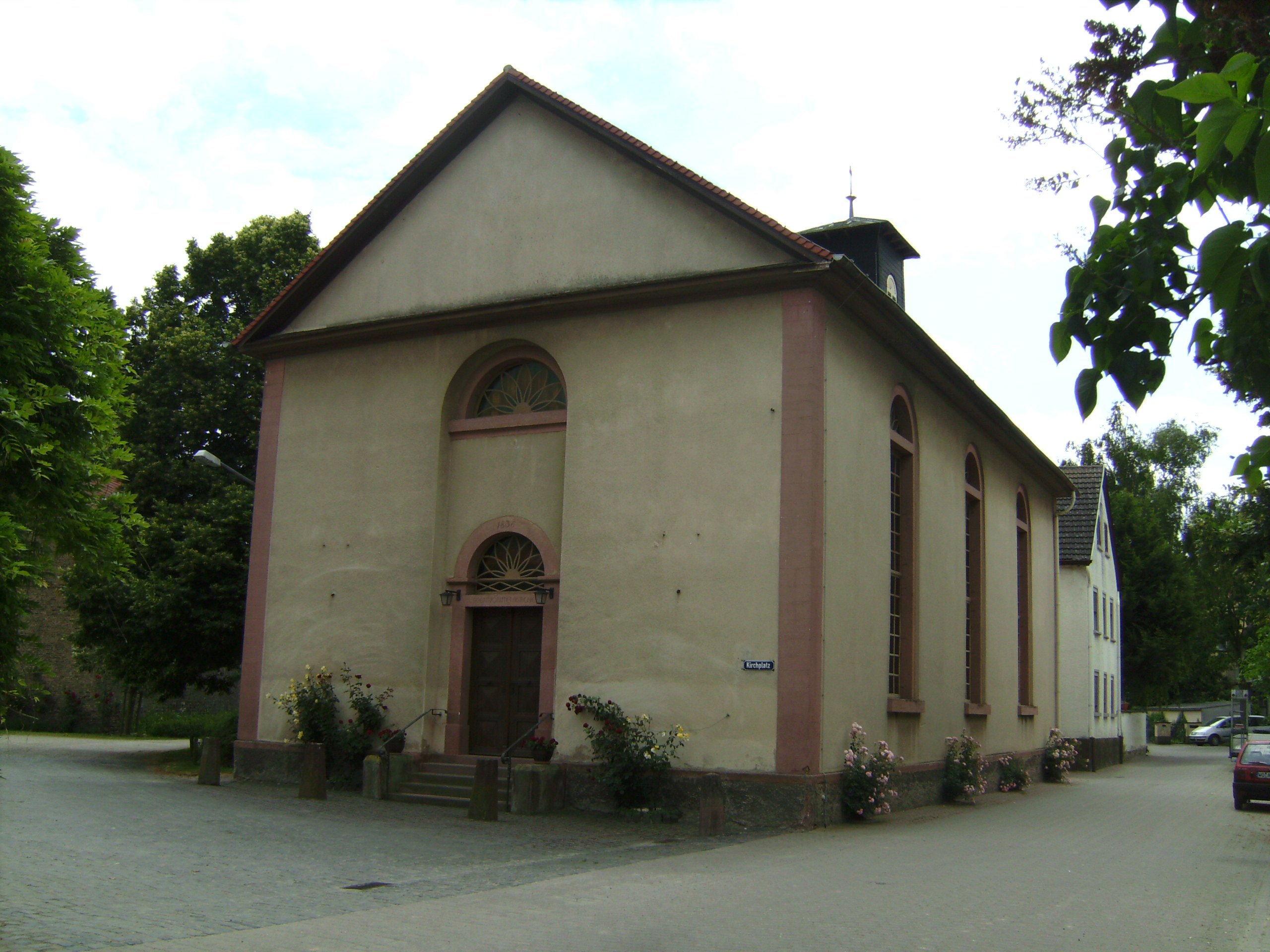
Mennonitenkirche Worms-Ibersheim
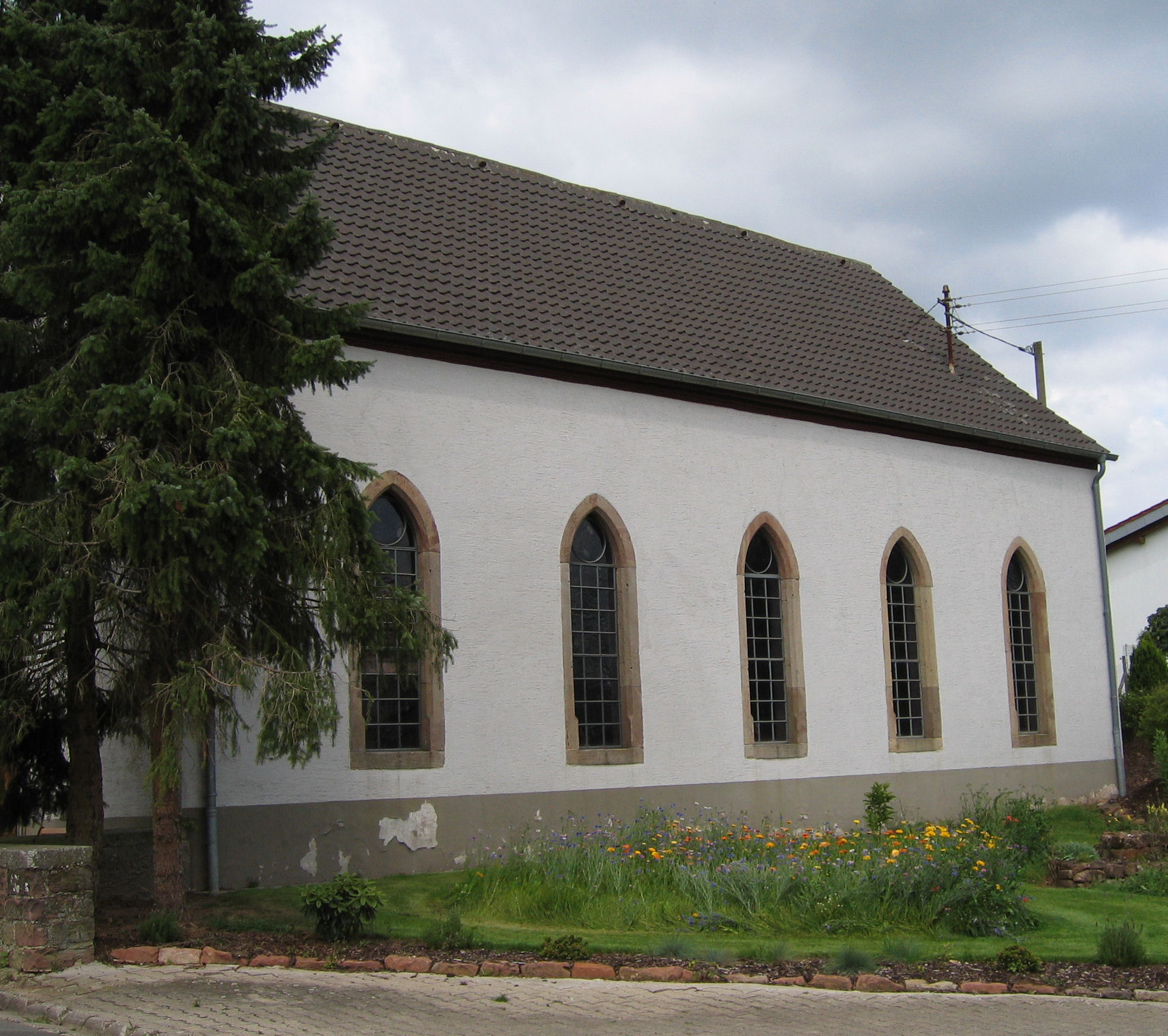
Mennonitenkirche Sembach
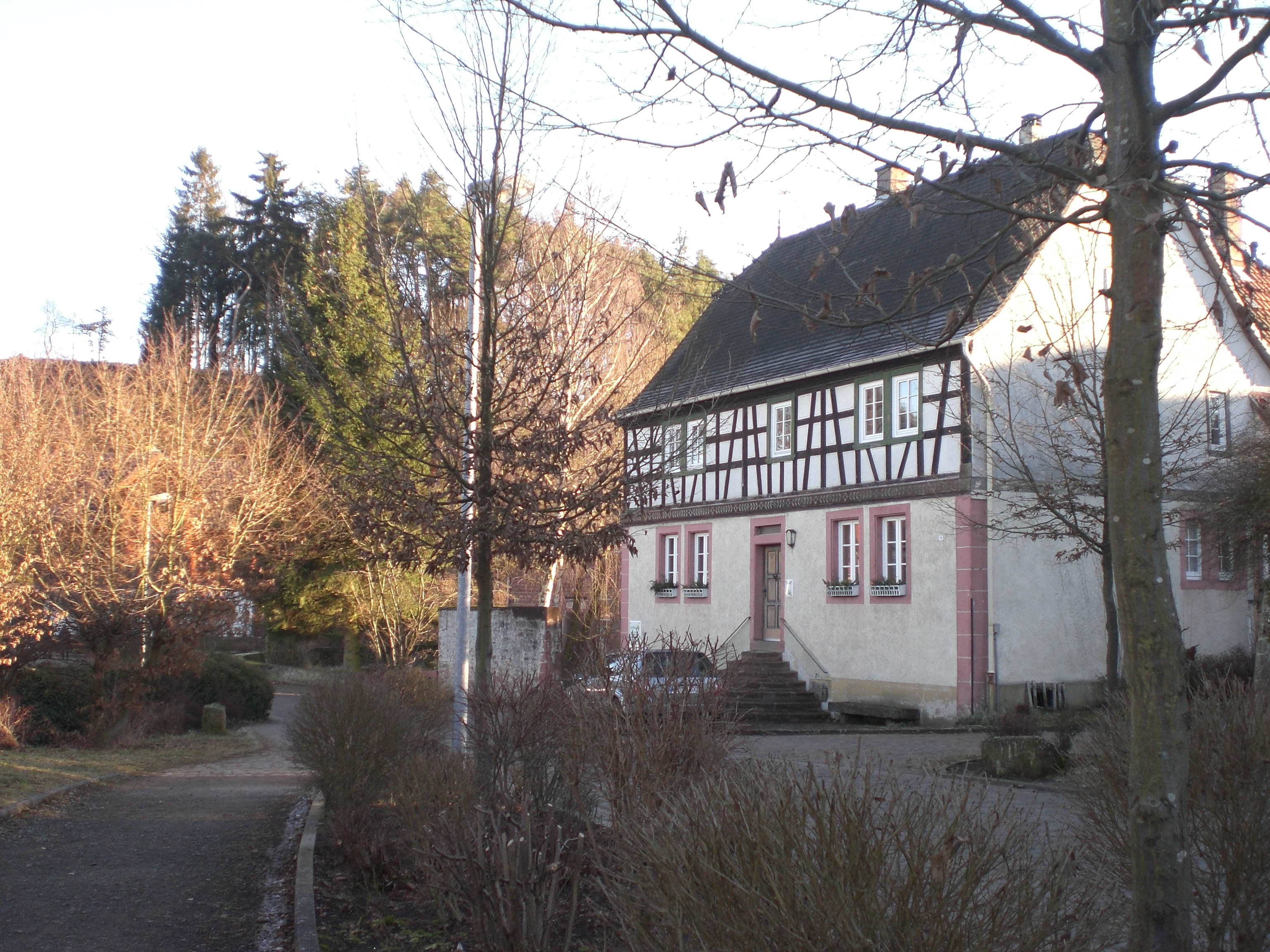
Teilansicht des Münchhofs

### Schleswig-Holstein
- Wüstenfelde
- Mennokate in Bad Oldesloe

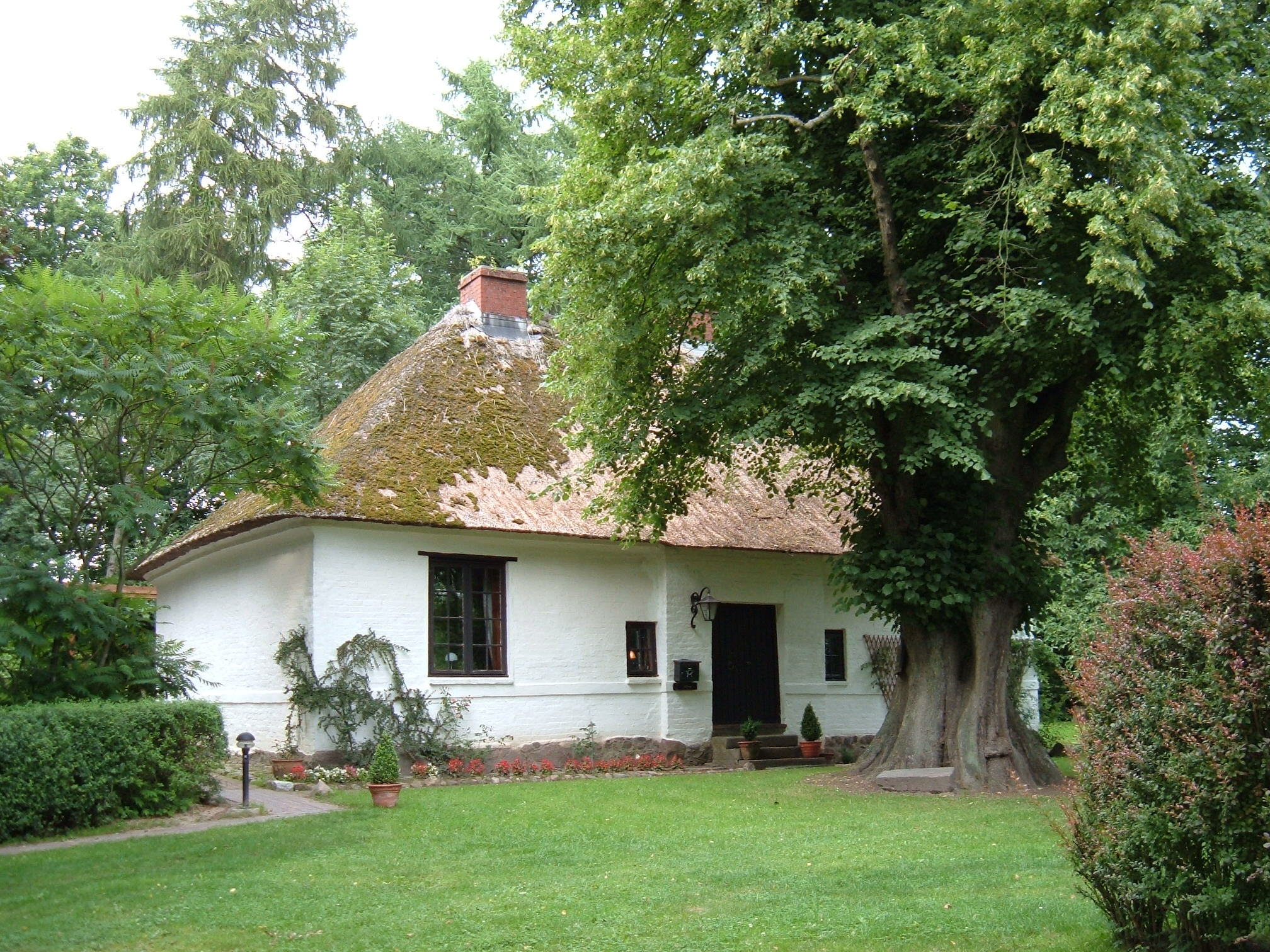
Mennokate

### Thüringen
- Eisenach: Der Täufer Fritz Erbe war zunächst mehrere Jahre im Storchenturm der Eisenacher Stadtmauer inhaftiert, danach im Südturm der Wartburg, wo er 1548 starb.

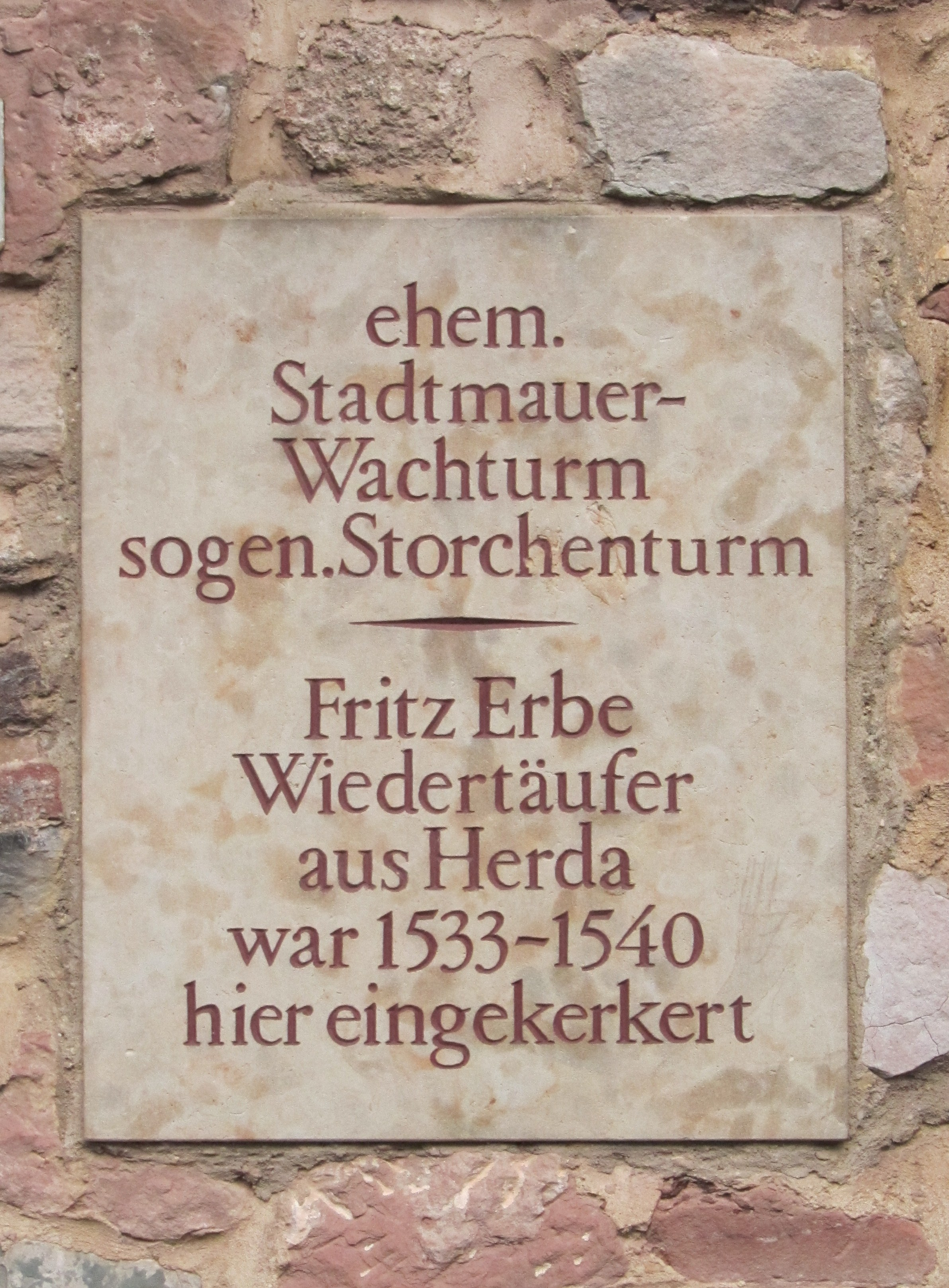
Gedenktafel für Fritz Erbe am Storchenturm in Eisenach
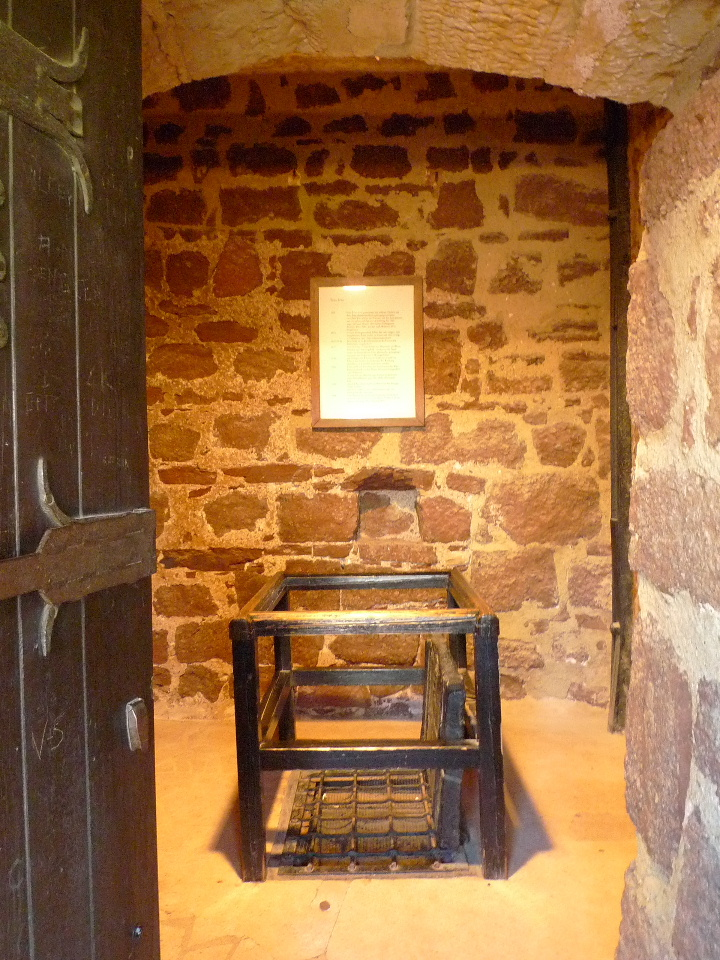
Südturm der Wartburg: Falltür zum Verlies; Gefängnis Fritz Erbes von 1540 bis 1548; oberhalb eine Gedenktafel
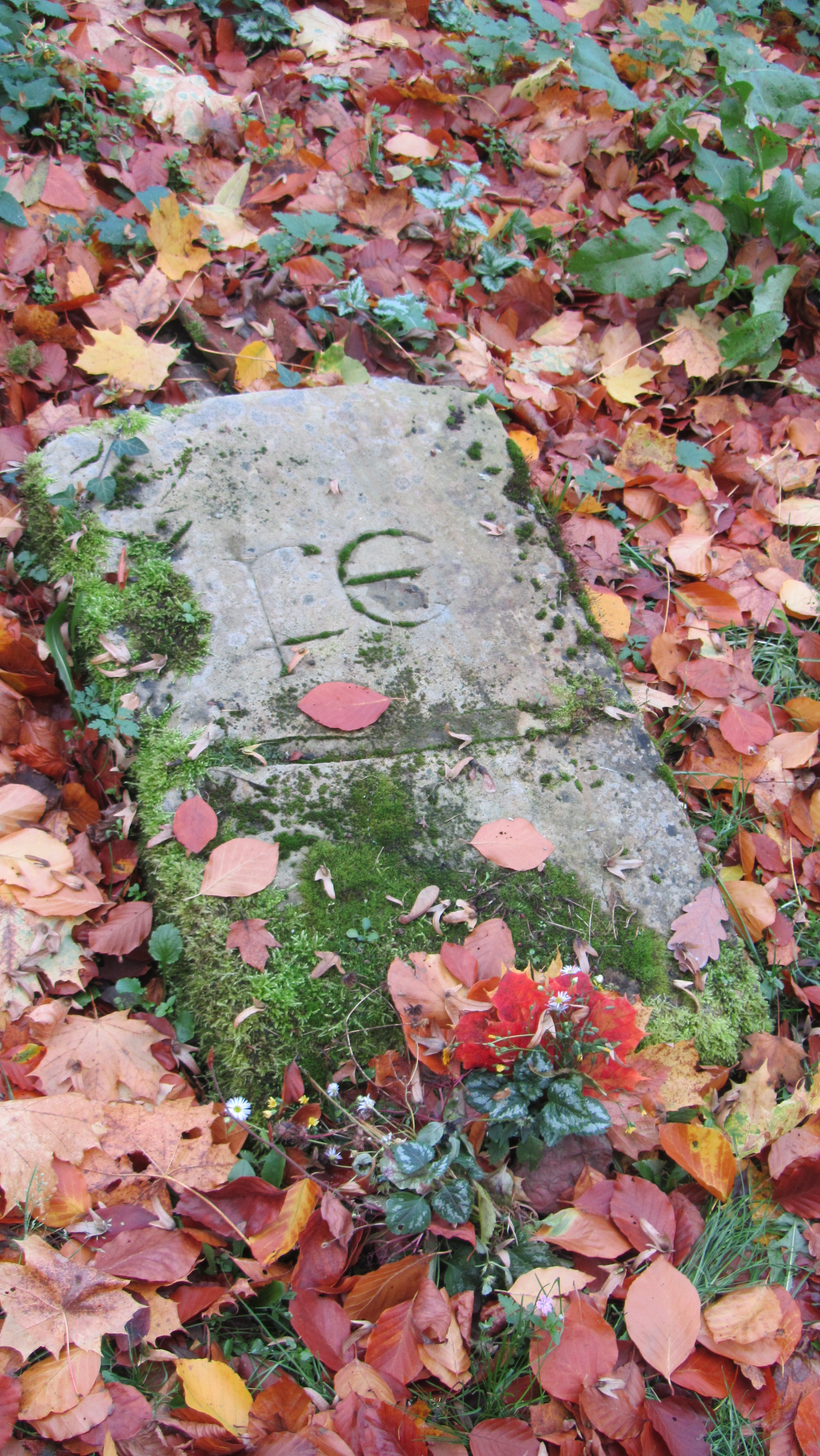
Gedenkstein am Elisabethplan unterhalb der Wartburg, wo Fritz Erbe möglicherweise[8] bestattet wurde
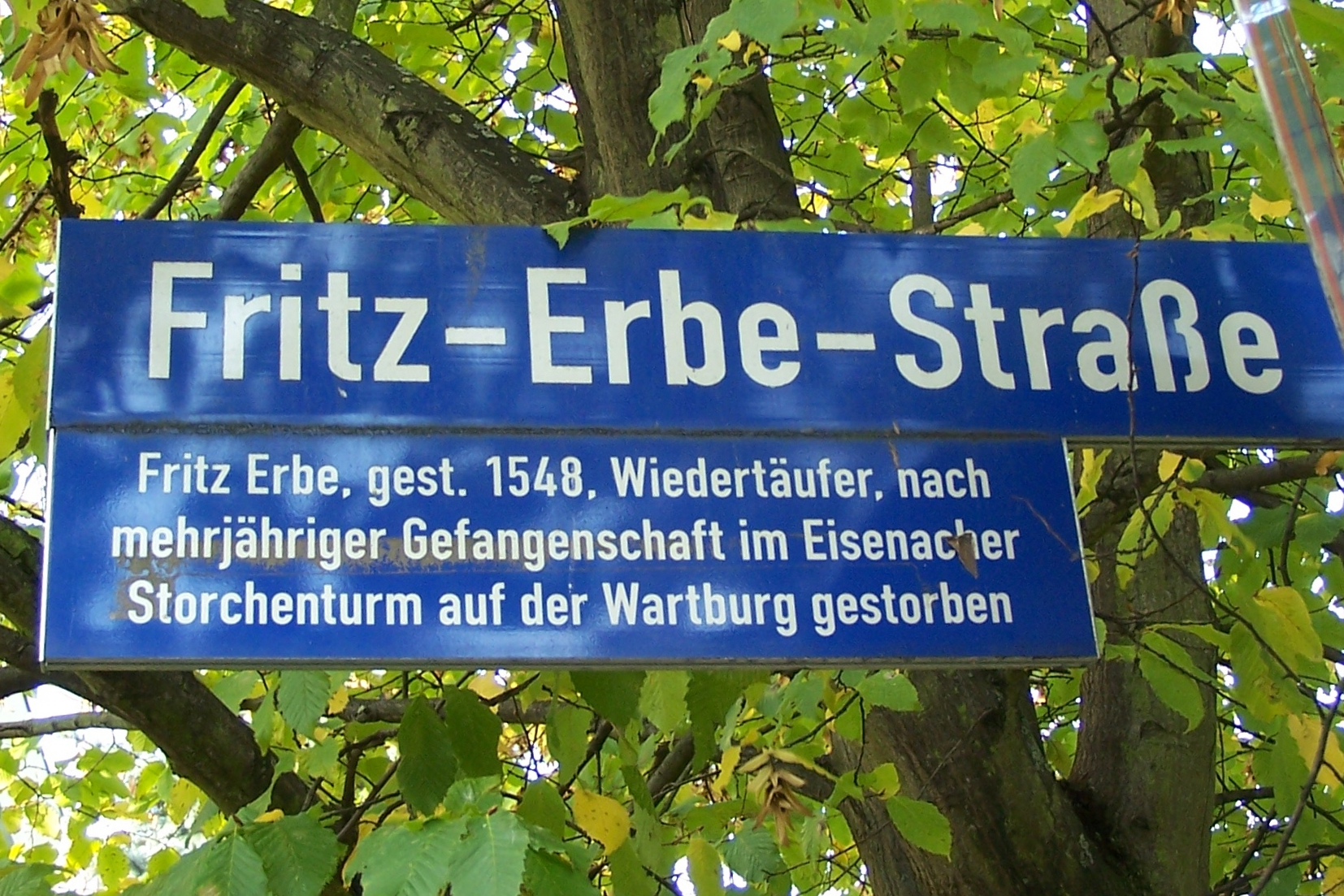
Straße in Eisenach – benannt nach Fritz Erbe

- Jena: Auf der sogenannten Landfeste, einem befestigten Gelände vor den Stadtmauern Jenas, direkt an der Saale bei der Camsdorfer Brücke gelegen, wurden am 26. Januar 1536 die drei Täufer Hans Peißker, Jobst Müller sowie Heinz Kraut enthauptet und an Ort und Stelle begraben. Beim Bau der neuen Saalebrücke entdeckte man 1912 ihre drei Skelette mit den vom Rumpf getrennten Häuptern.[9]
- Kloster Reinhardsbrunn: Gedenkstele für die 1530 dort ermordeten Täufer[10]

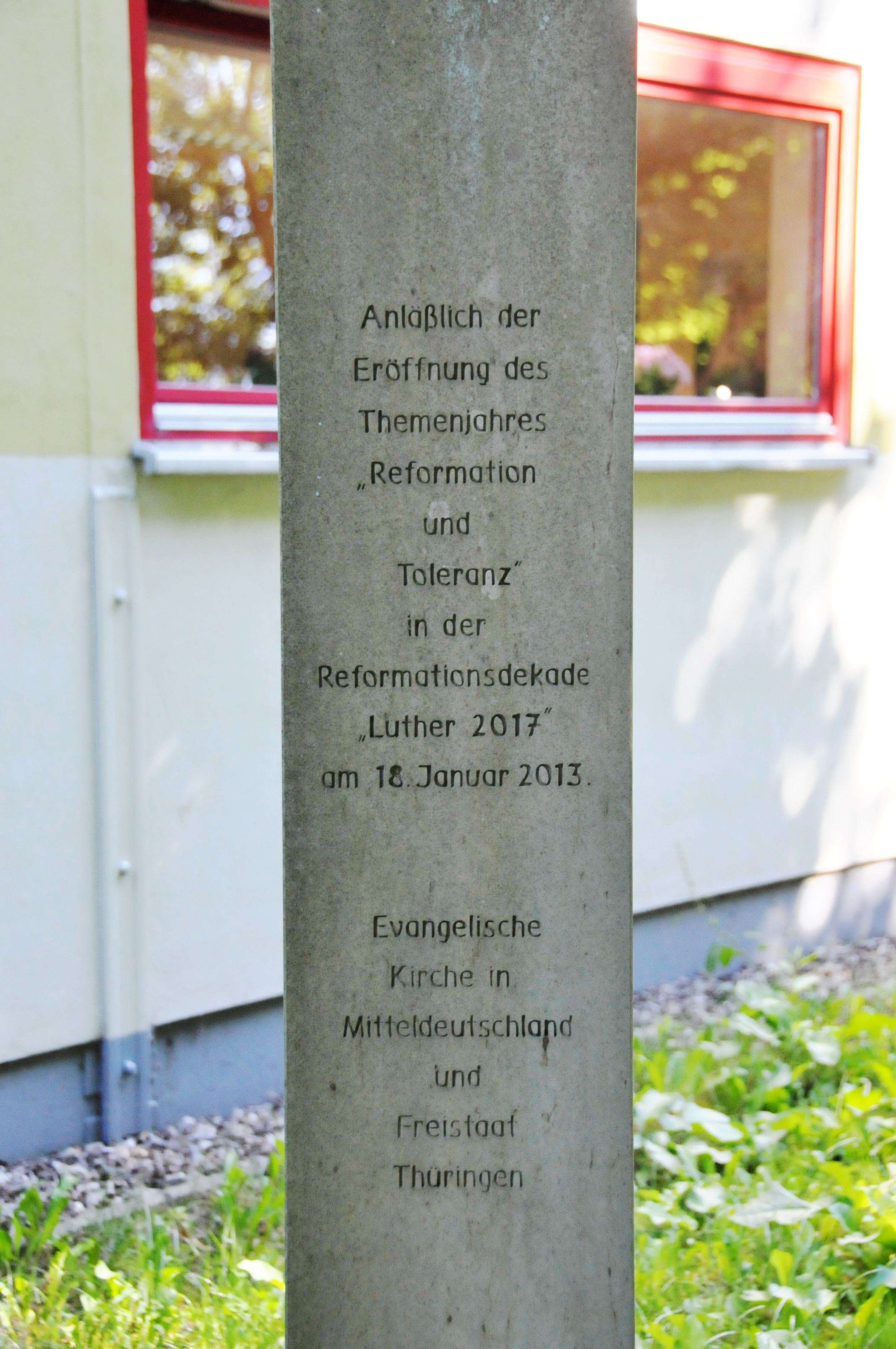
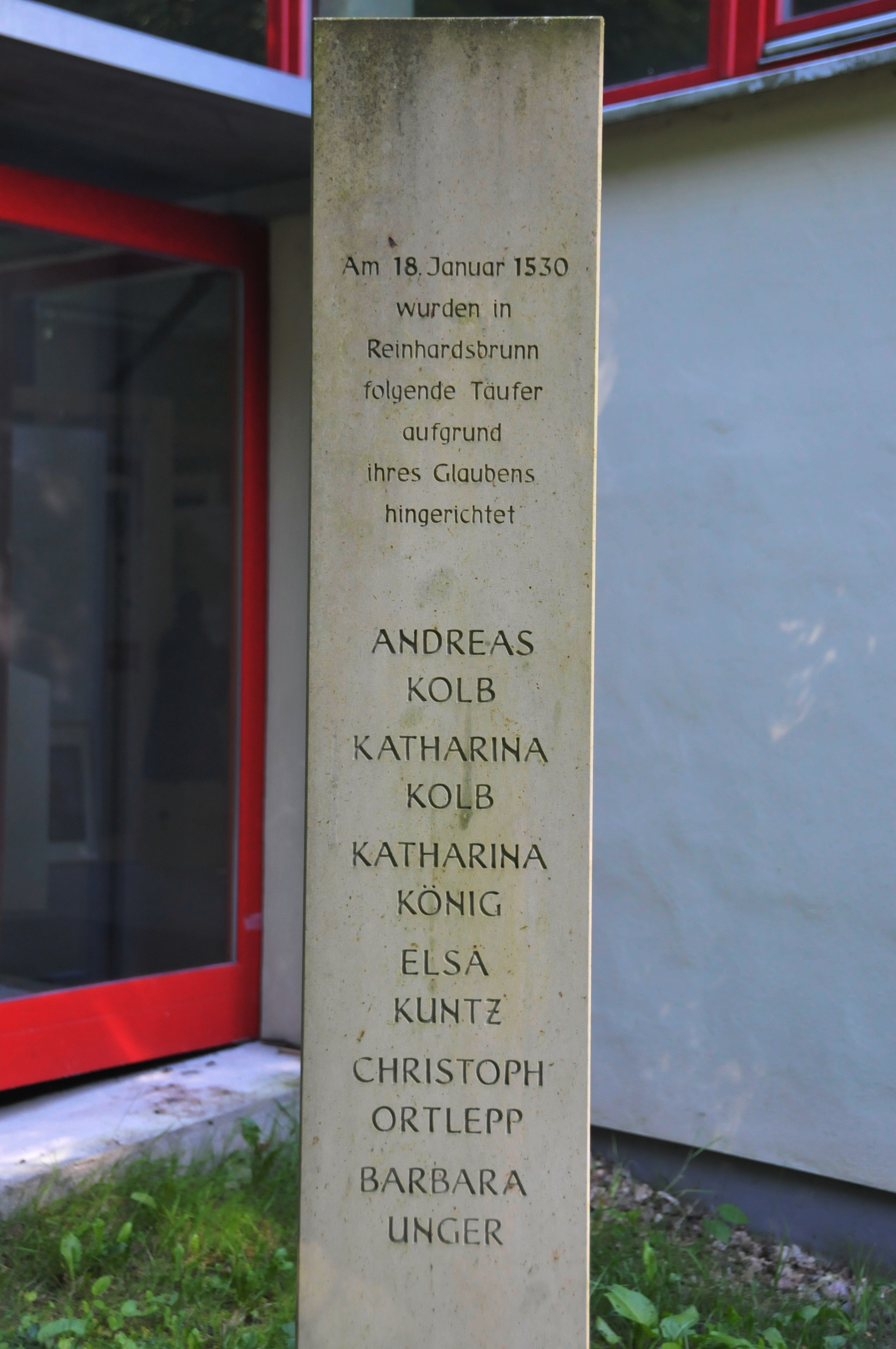
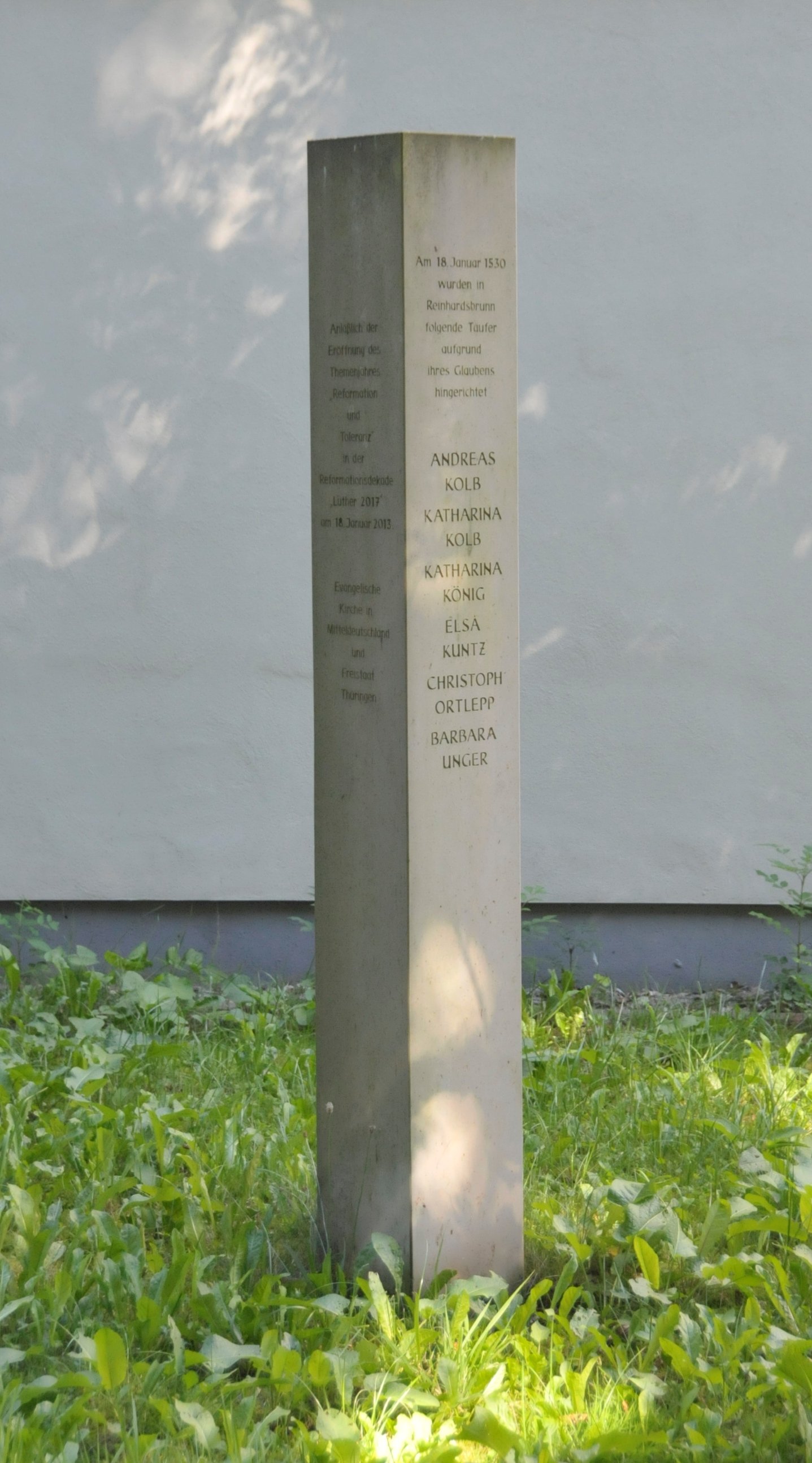

- Zella-Mehlis: Gedenkstein links vor dem Osteingang der Kirche St. Blasii mit der Aufschrift: Den Wiedertäufern aus Zella St. Blasii zum Gedenken. Das Denkmal nennt die Jahreszahl der Hinrichtung von sechs Täufern (1530) und die Jahreszahl seiner Errichtung (2013). Als Stifterin des Gedenksteins wird die Kirchengemeinde Zella-Mehlis genannt.

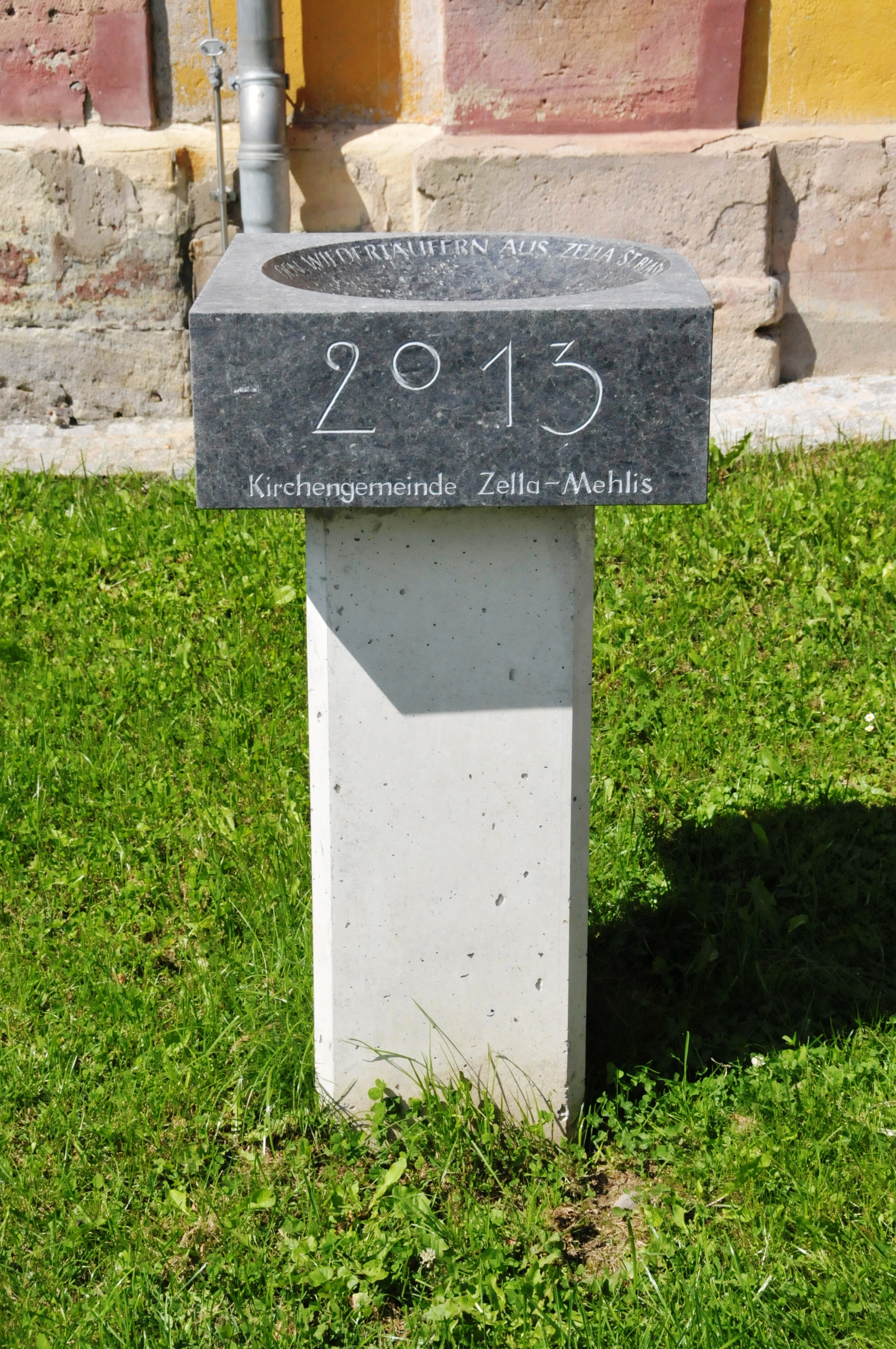
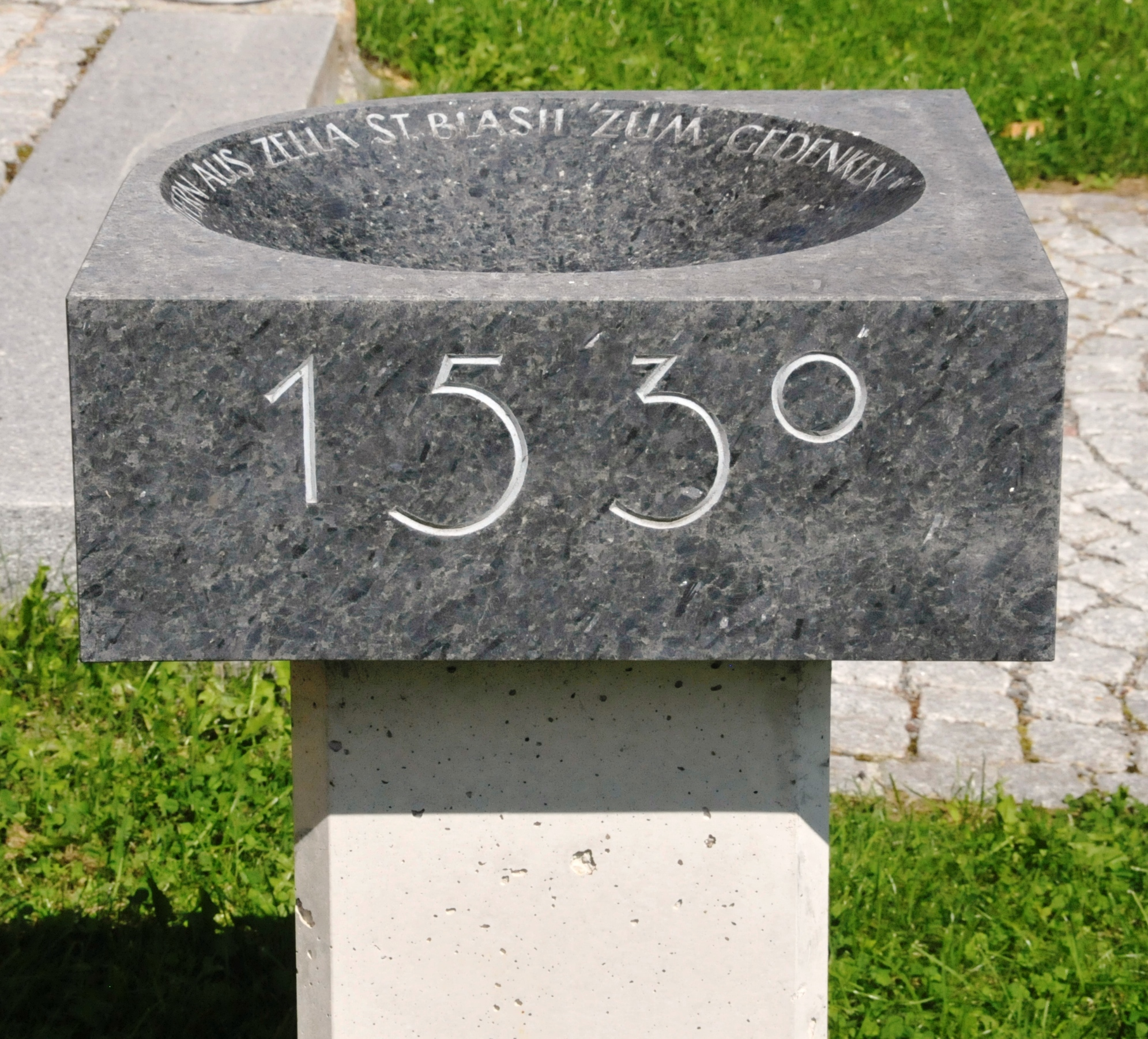
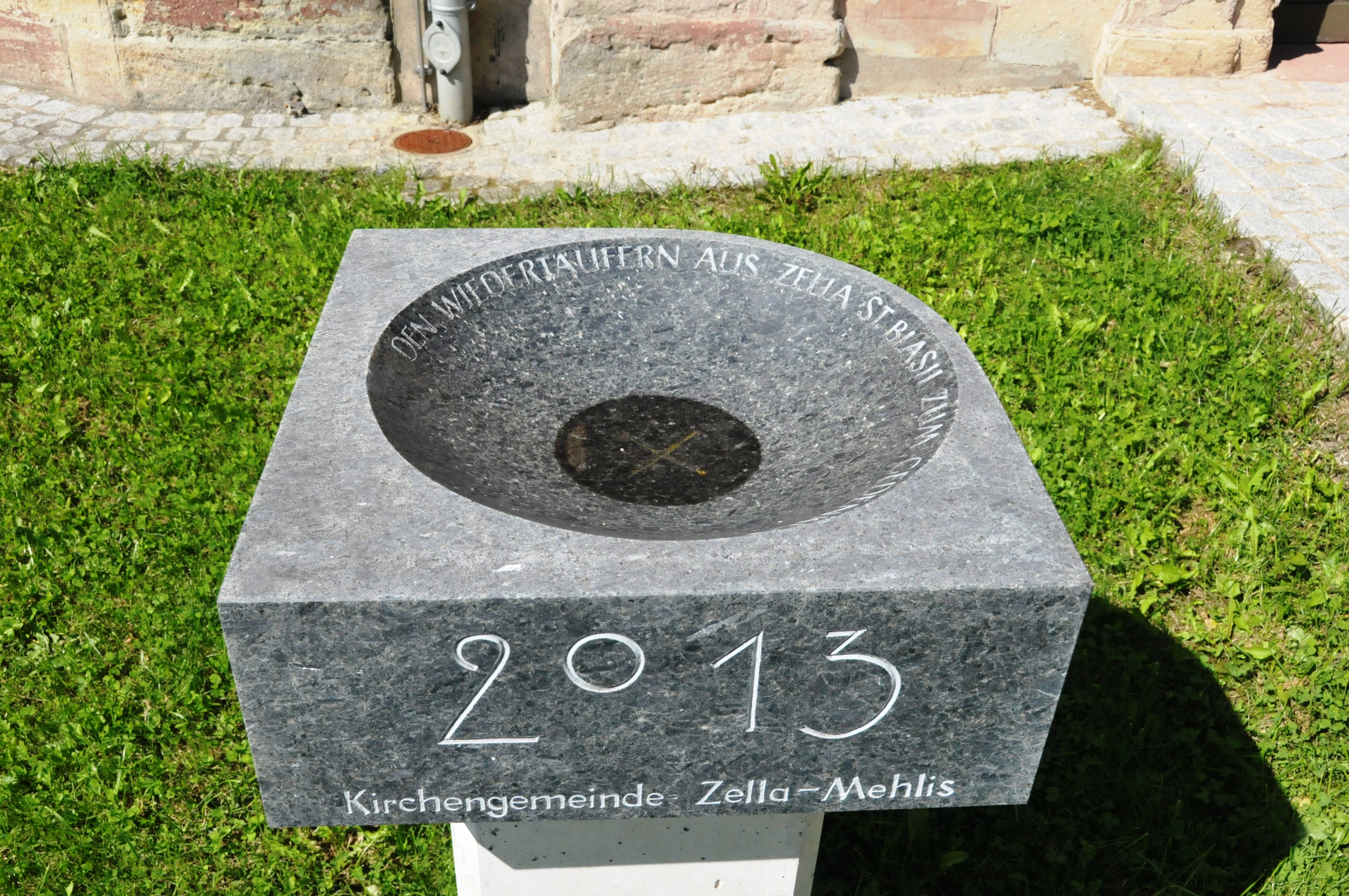

## Niederlande
- Witmarsum – Denkmal für Menno Simons

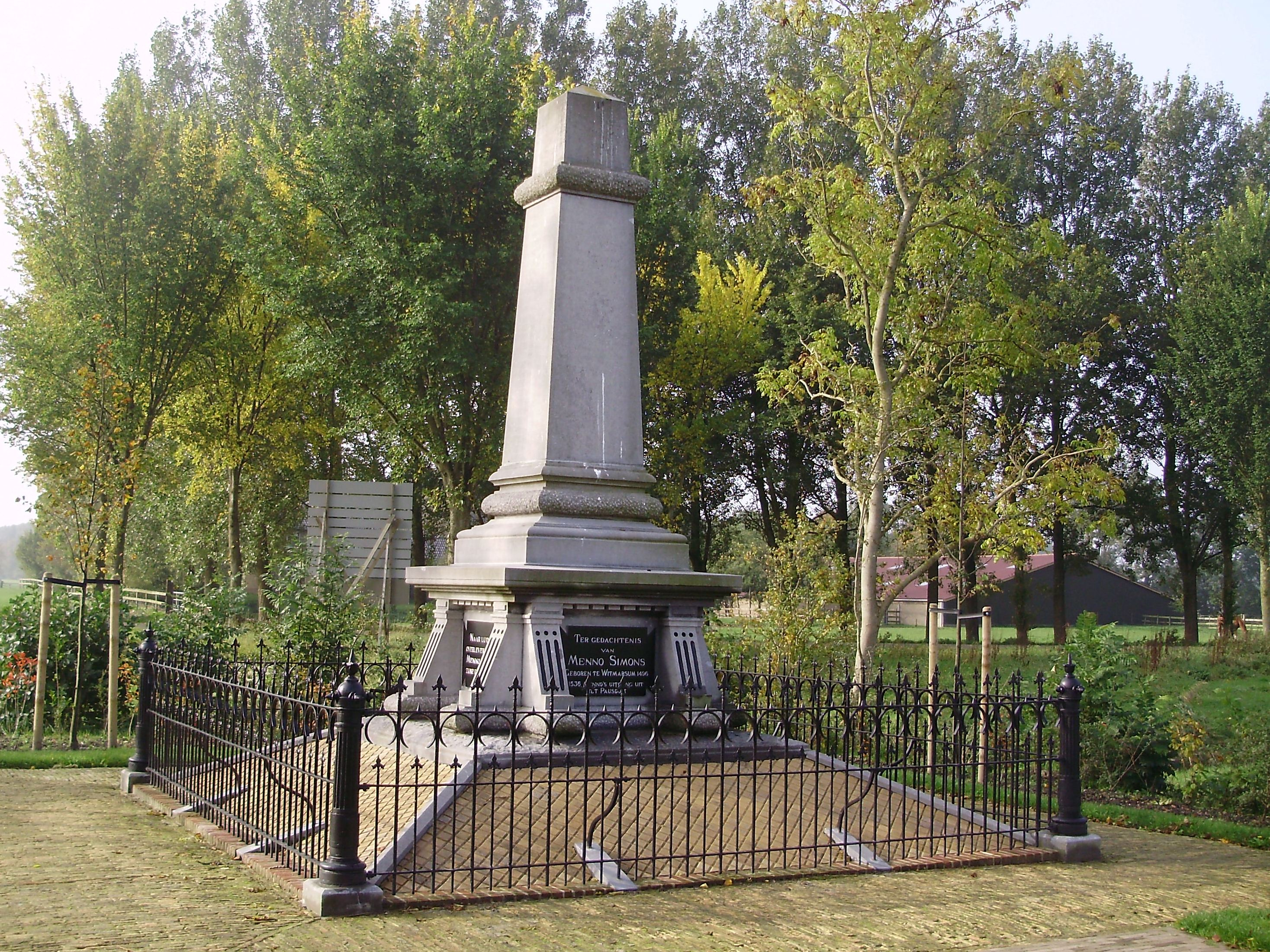
Denkmal für Menno Simons in Witmarsum

## Österreich

### Innsbruck
- In Innsbruck erinnert eine Gedenktafel beim Goldenen Dachl an den dort hingerichteten Jakob Hutter. In den Jahren 2006 bis 2007 bildete sich in Innsbruck ein Arbeitskreis, der sich um Zeichen der Versöhnung mit den Hutterern bemühte. Ihm gehören Vertreter der evangelischen und katholischen Kirche, die Friedensbewegung Pax Christi Tirol und die Arbeitsgemeinschaft evangelikaler Gemeinden an. Am 25. Februar 2007 fanden ein Gedenkakt vor dem Goldenen Dachl und ein gemeinsamer Gebetsgottesdienst im alten Innsbrucker Rathaus statt. Auf Einladung des Arbeitskreises kamen drei Hutterische Ehepaare nach Tirol.
- Im Huttererpark in Innsbruck befindet sich die 2015 angelegte Täufergedenkstätte Übrige Brocken. Das von Verena Paula Simeoni geschaffene Denkmal besteht aus zwölf naturbelassenen, kreisförmig angeordneten Steinen mit den eingravierten Worten „Denn Steine an Gottes Diadem sind sie, die über seinem Land funkeln“ (Sach 9,16 ELB).[11] Träger des Parks und der Gedenkstätte ist der bereits erwähnte Hutterer-Arbeitskreis Tirol[12].

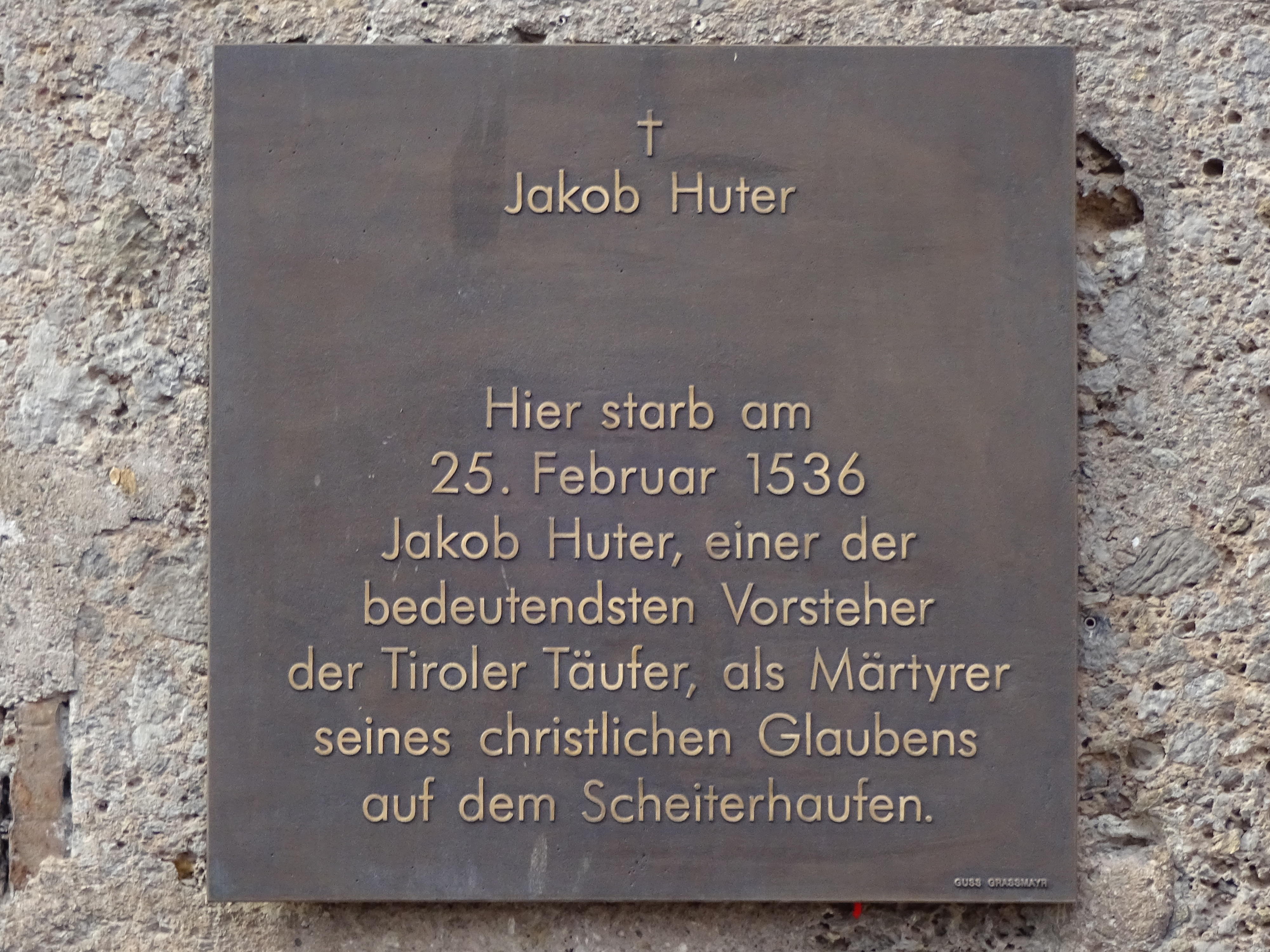
Gedenktafel am Goldenen Dachl
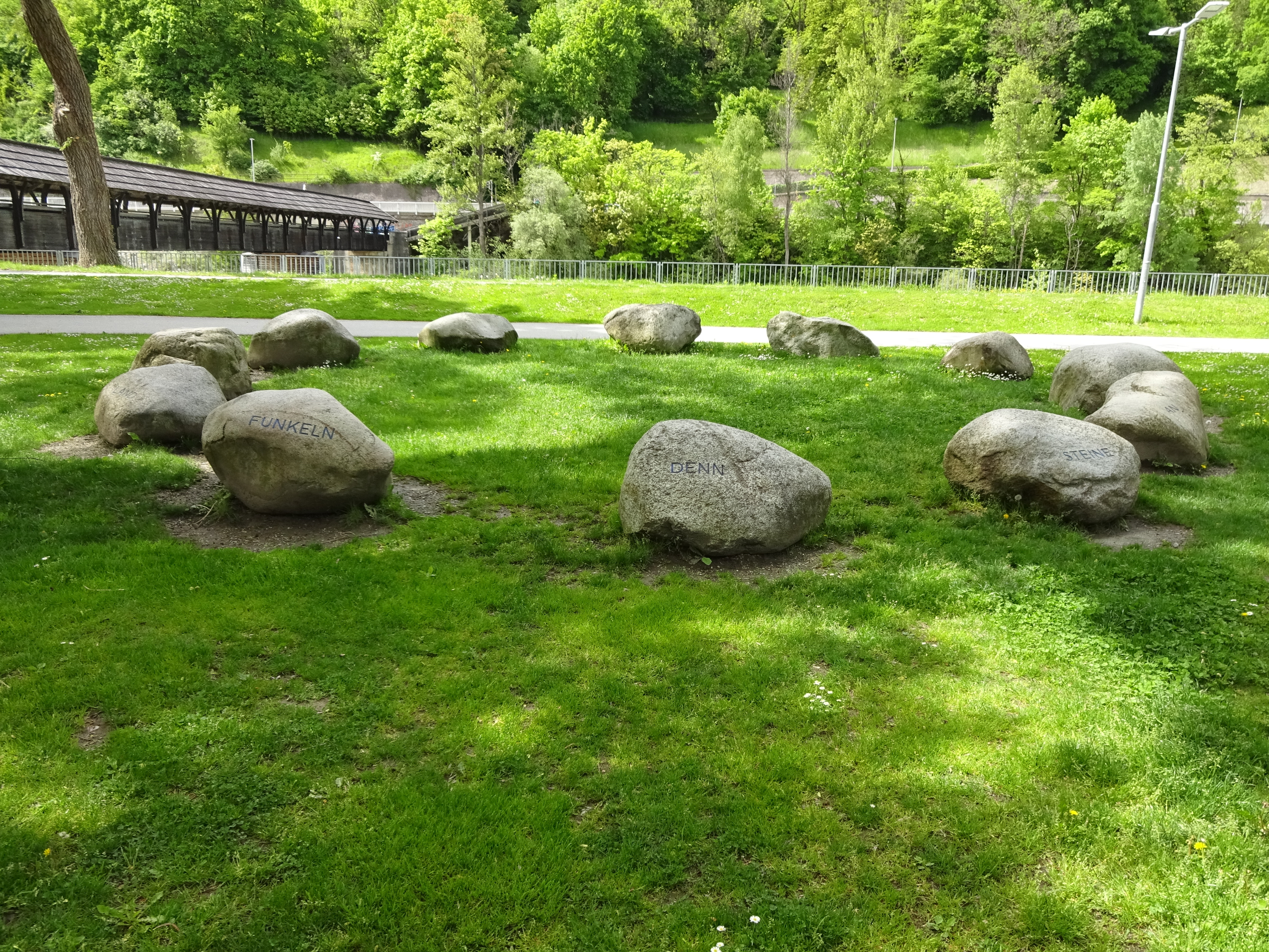
Gedenkstätte Übrige Brocken

### Niedersulz

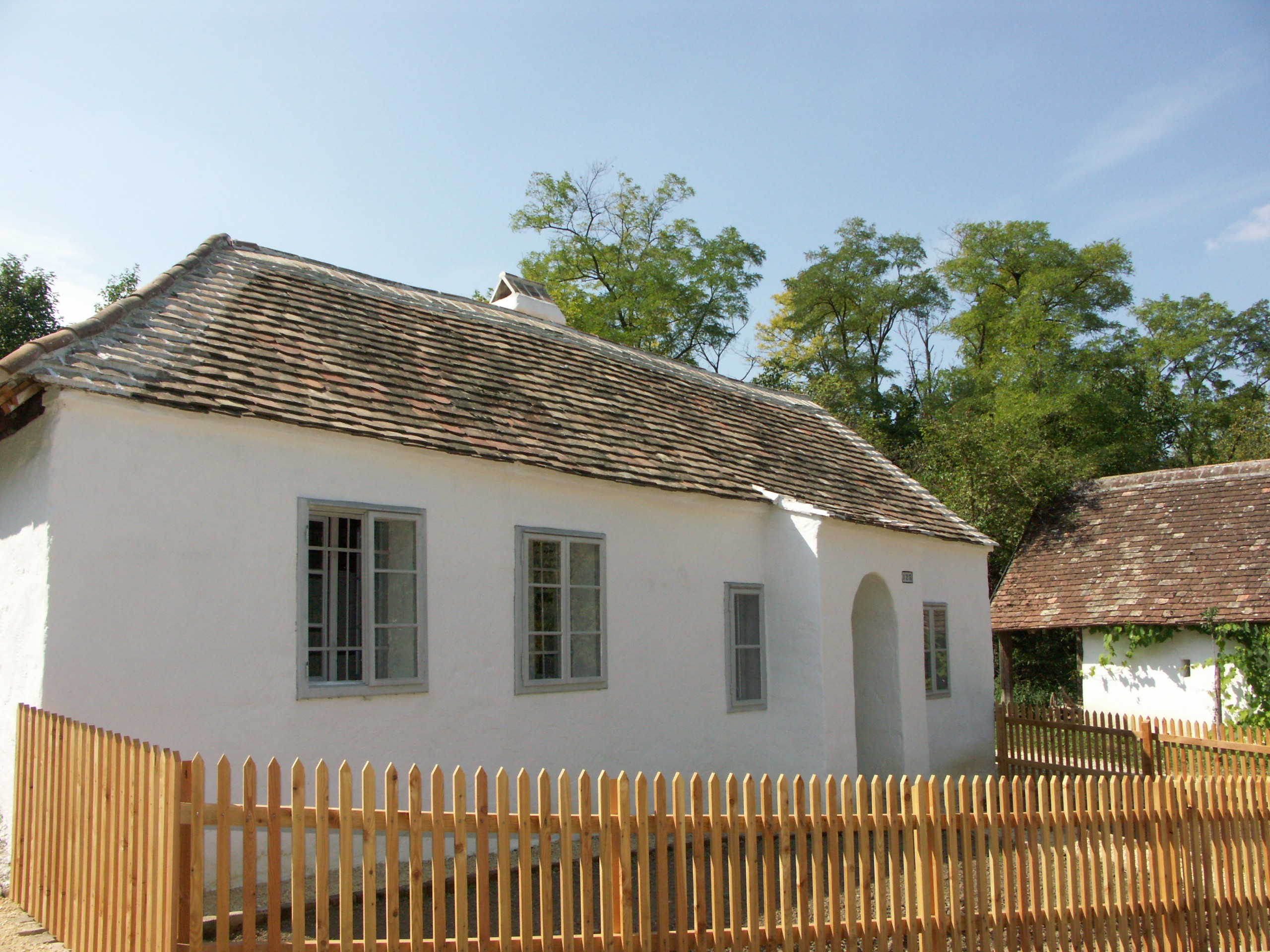
Täufermuseum Niedersulz

- Täufermuseum Niedersulz

### Rattenberg
- Rattenberg ist der Geburtsort des bekannten Wasserbauingenieurs und Täuferführers Pilgram Marbeck. An ihn erinnert eine Gedenktafel, die an seinem elterlichen Wohnhaus durch die Privatstiftung Sparkasse Rattenberg angebracht wurde.
- Burgruine Rattenberg. Hier wurden zwischen 1528 und 1540 71 Täufer hingerichtet,[13] unter ihnen Leonhard Schiemer, eine der bedeutenden Persönlichkeiten der Täuferbewegung.

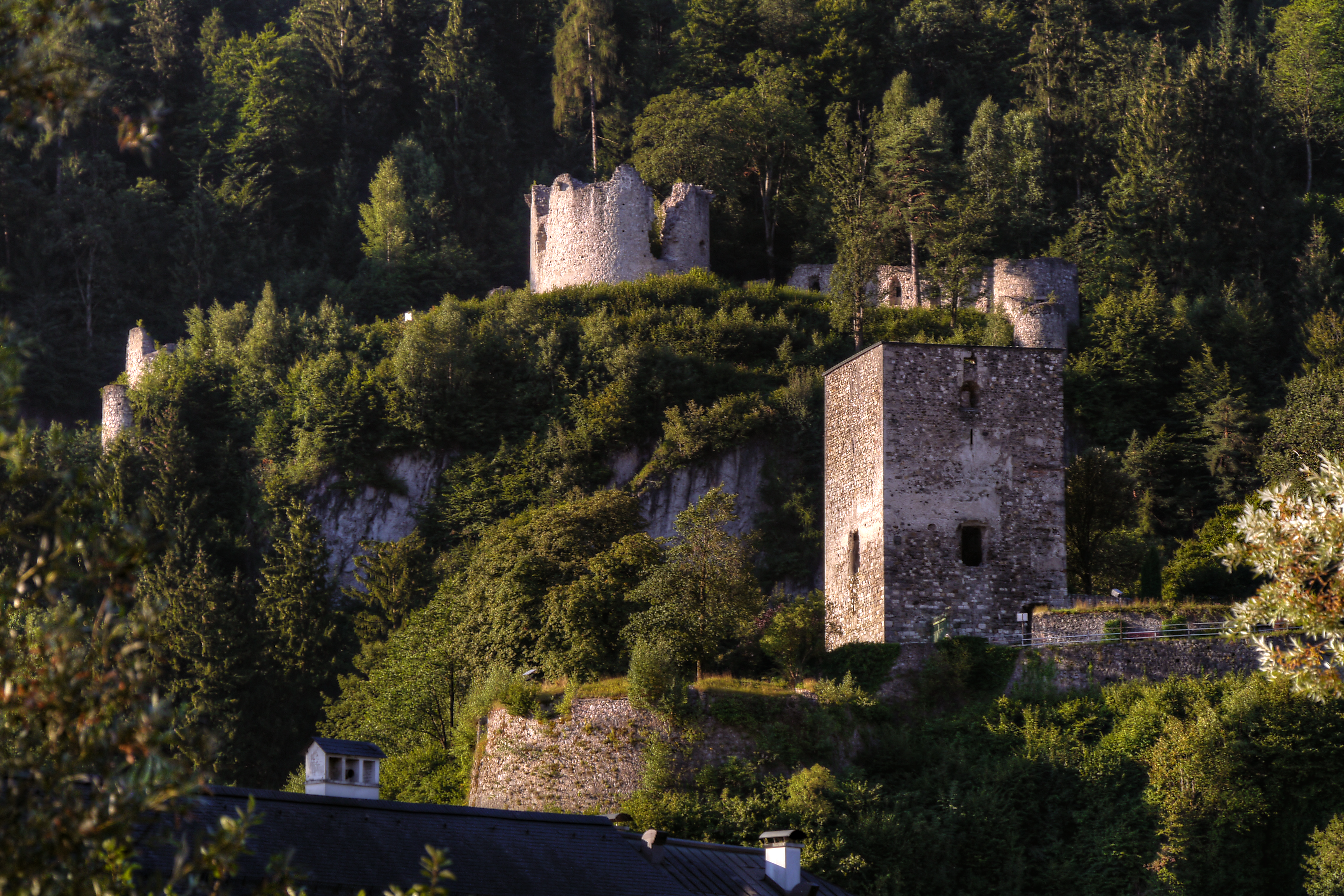
Burgruine Rattenberg – Hinrichtungsort von 71 Täufern

### Steyr
- Täuferbrunnen im Quenghof (Steyr) - Der Brunnen erinnert an das Wirken des Täufers Hans Hut in Steyr, dem es gelungen war, eine Reihe von Handwerkern für seine täuferischen Lehren zu gewinnen. Während Hans Hut sich den Verfolgungen durch die städtischen Behörden durch Flucht entziehen konnte, wurden 12 seiner Anhänger zum Tode verurteilt und mit dem Schwert oder auf dem Scheiterhaufen hingerichtet. Täufer gab es in Steyr noch 1568.[14]

Täuferbrunnen im Quenghof in Steyr (1910)

### Wien
- Balthasar-Hubmaier-Gedenktafel in Wien, Karl-Lueger-Platz

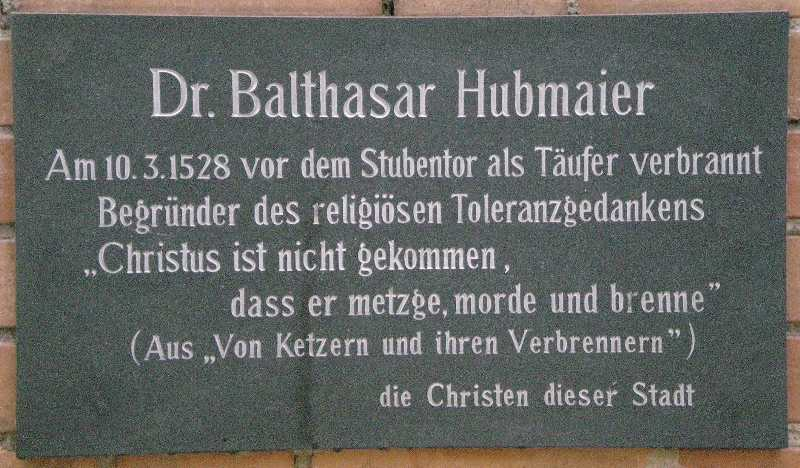
Gedenktafel für Balthasar Hubmaier

## Schweiz

### Bäretswil
- Täuferhöhle

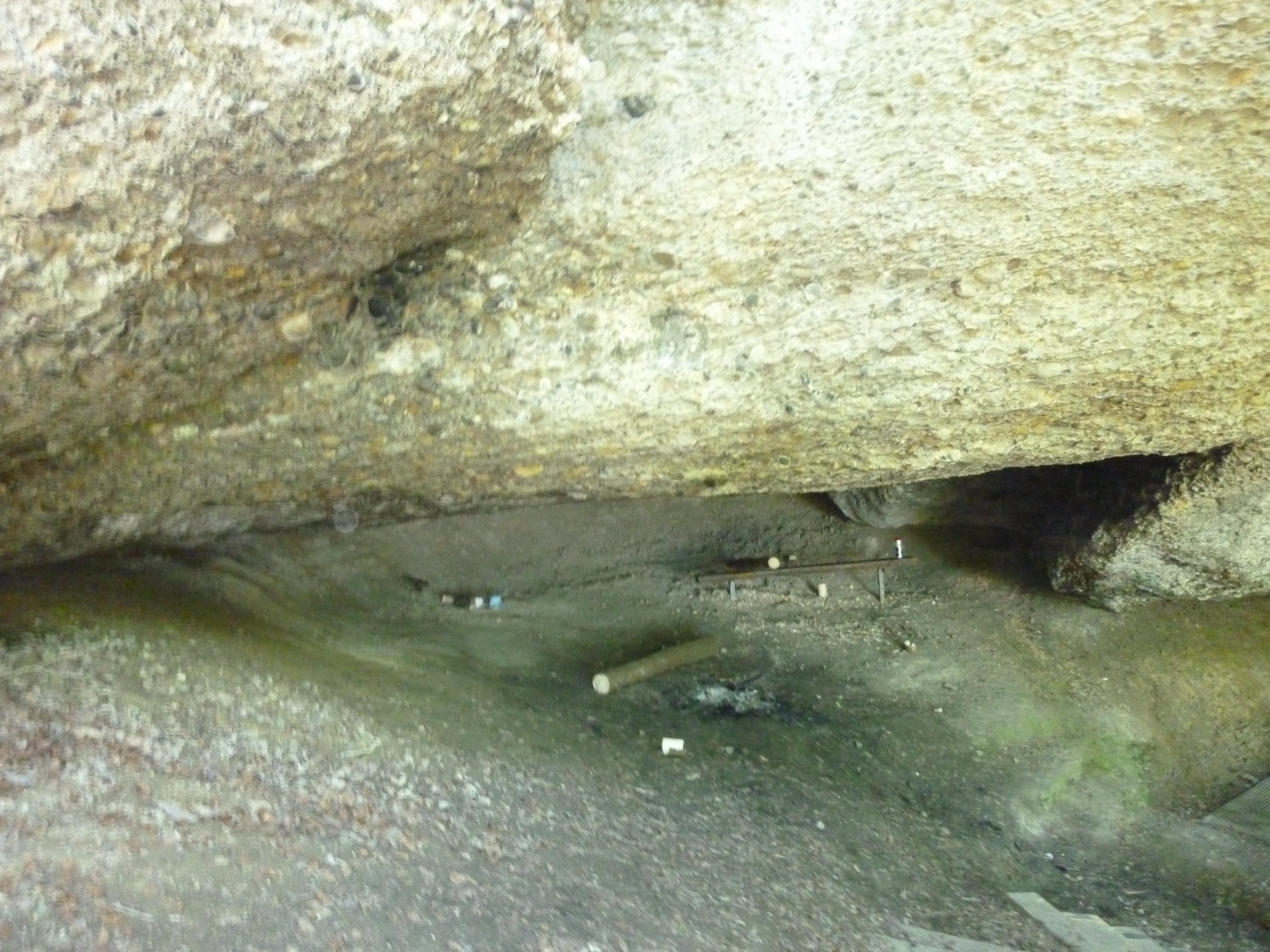
Vorhöhle
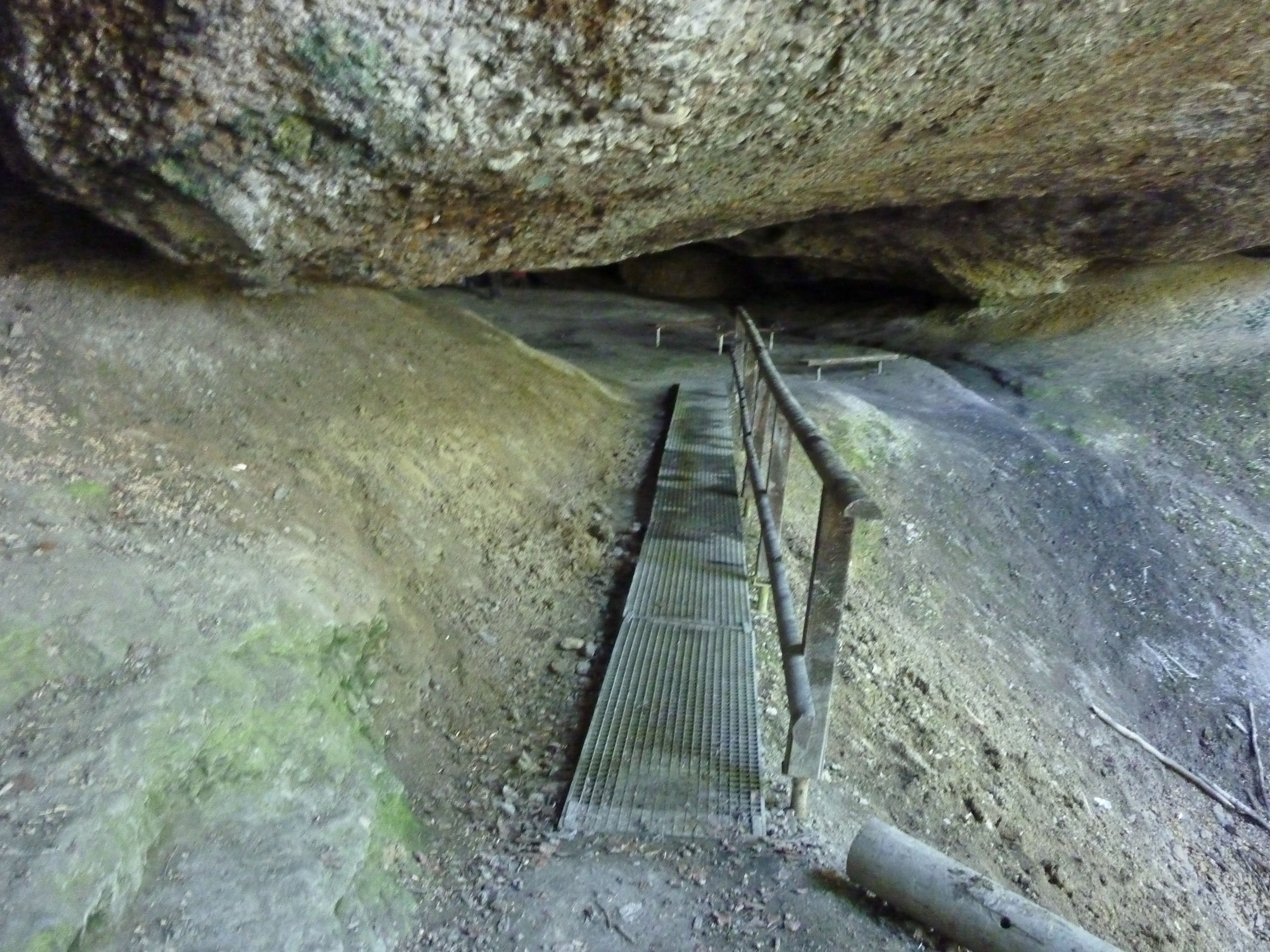
Zugang
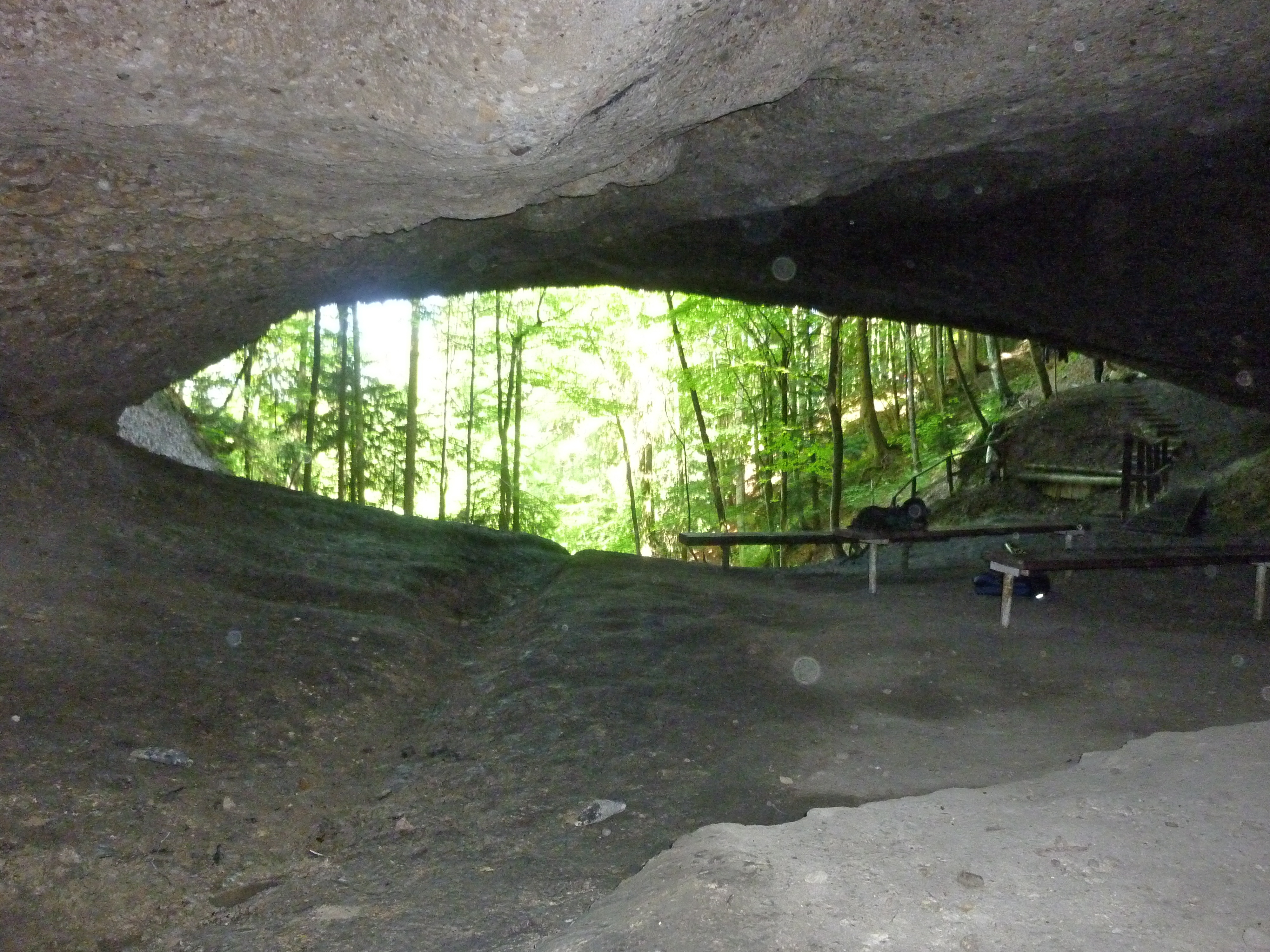
Blick aus der Höhle

### Corgémont
- Täuferbrücke (französisch Pont des Anabaptistes)

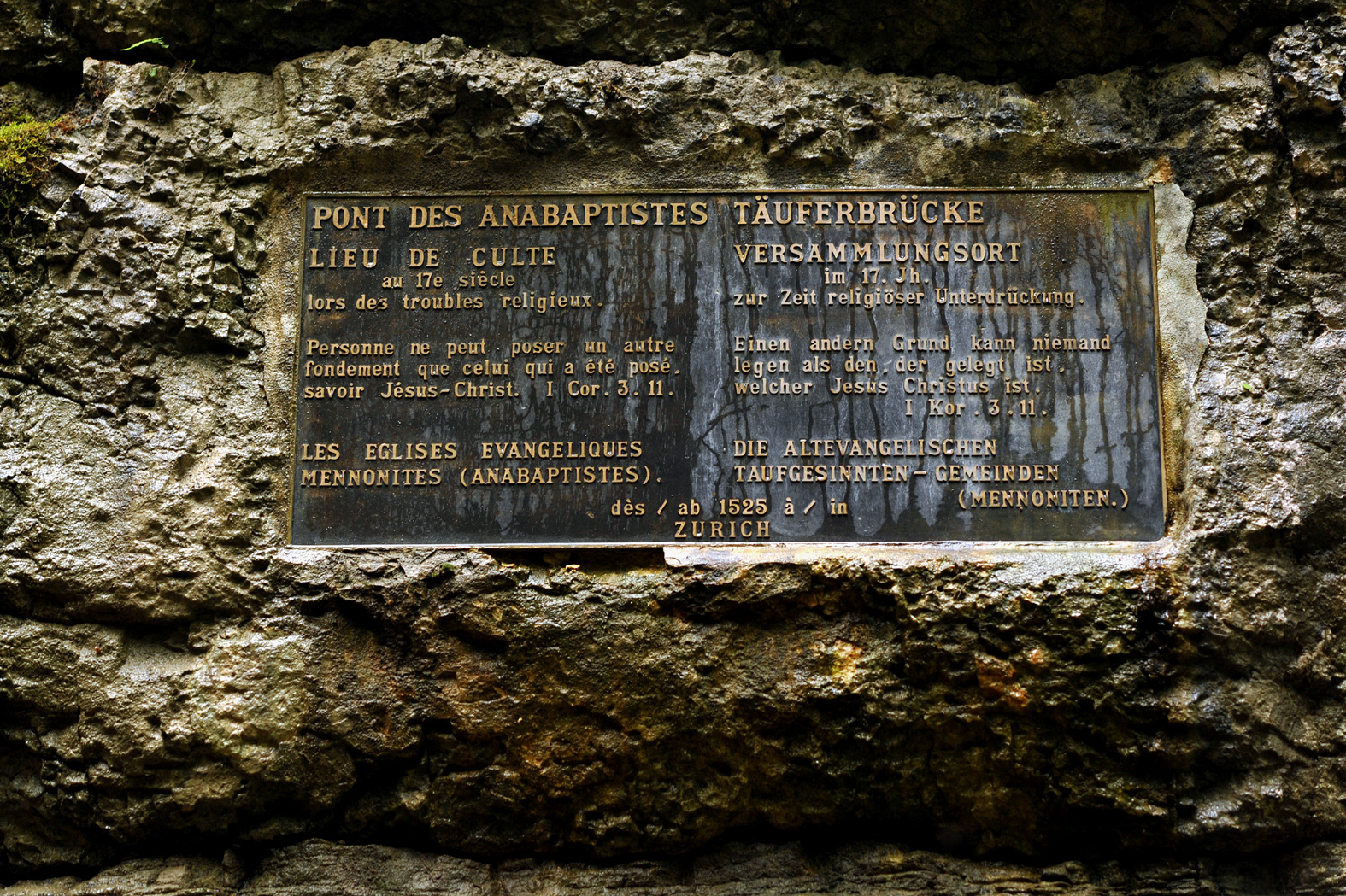
Täuferbrücke

### Schleitheim
- Permanente Ausstellung zur Täufergeschichte, speziell zu den Schleitheimer Artikeln, im Dorfmuseum.[15]

### Sonceboz-Sombeval
- Täuferweg (französisch: Chemin des Anabaptistes)

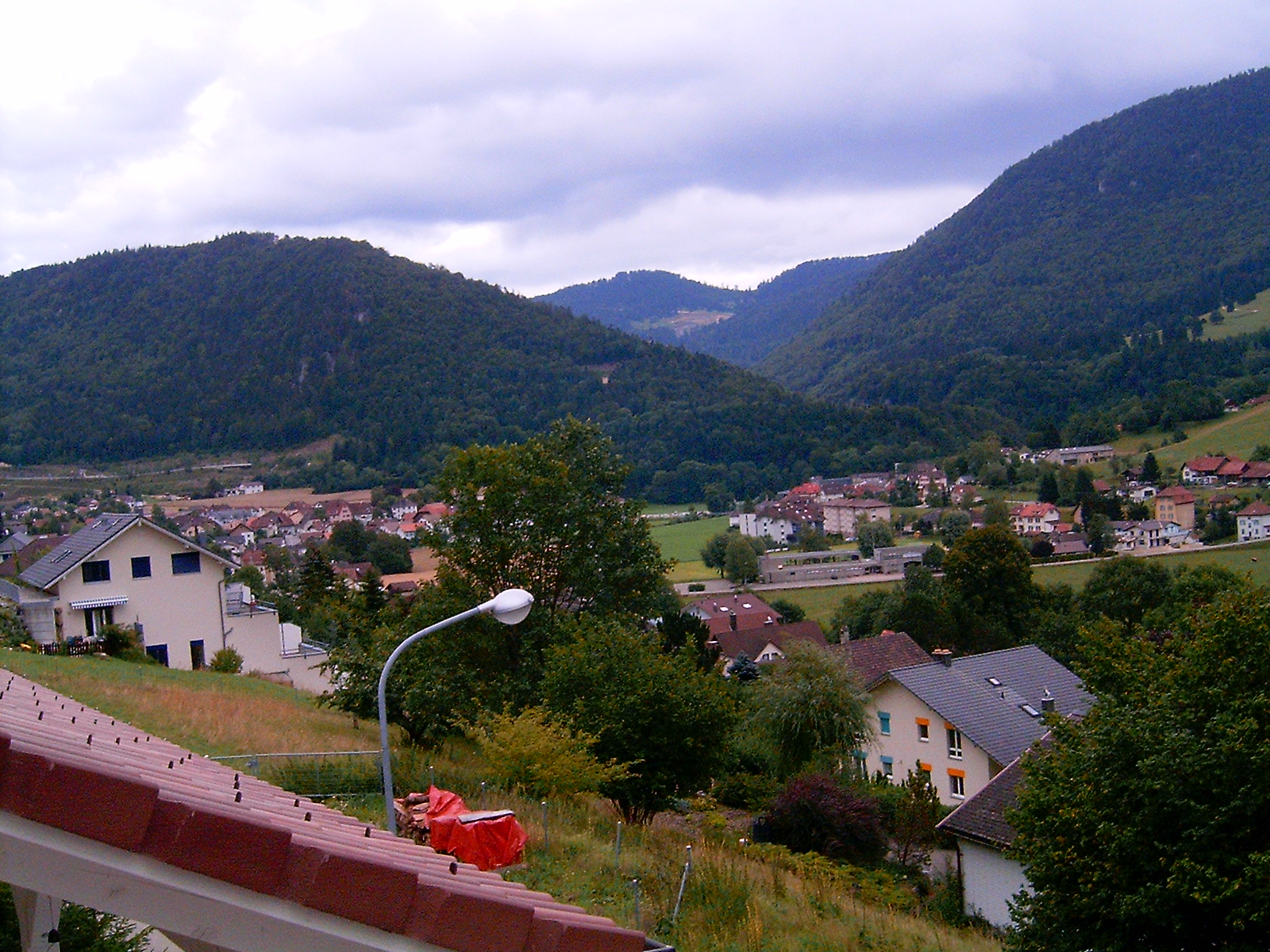
Sonceboz-Sombeval – Ausgangspunkt des Täuferweges
Verlauf des Täuferwegs

- Täuferbrücke

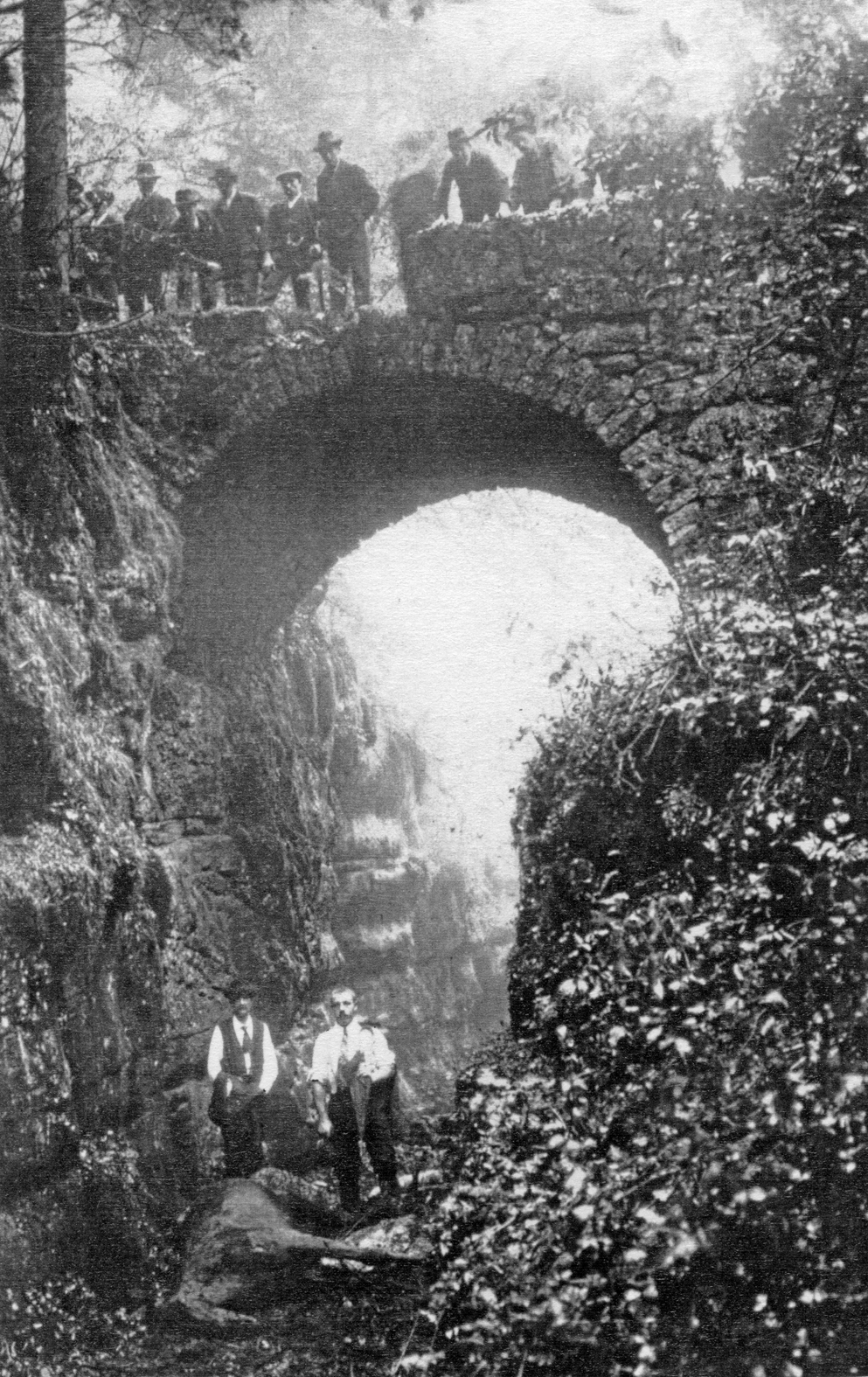
Täuferbrücke (Aufnahme von 1918)
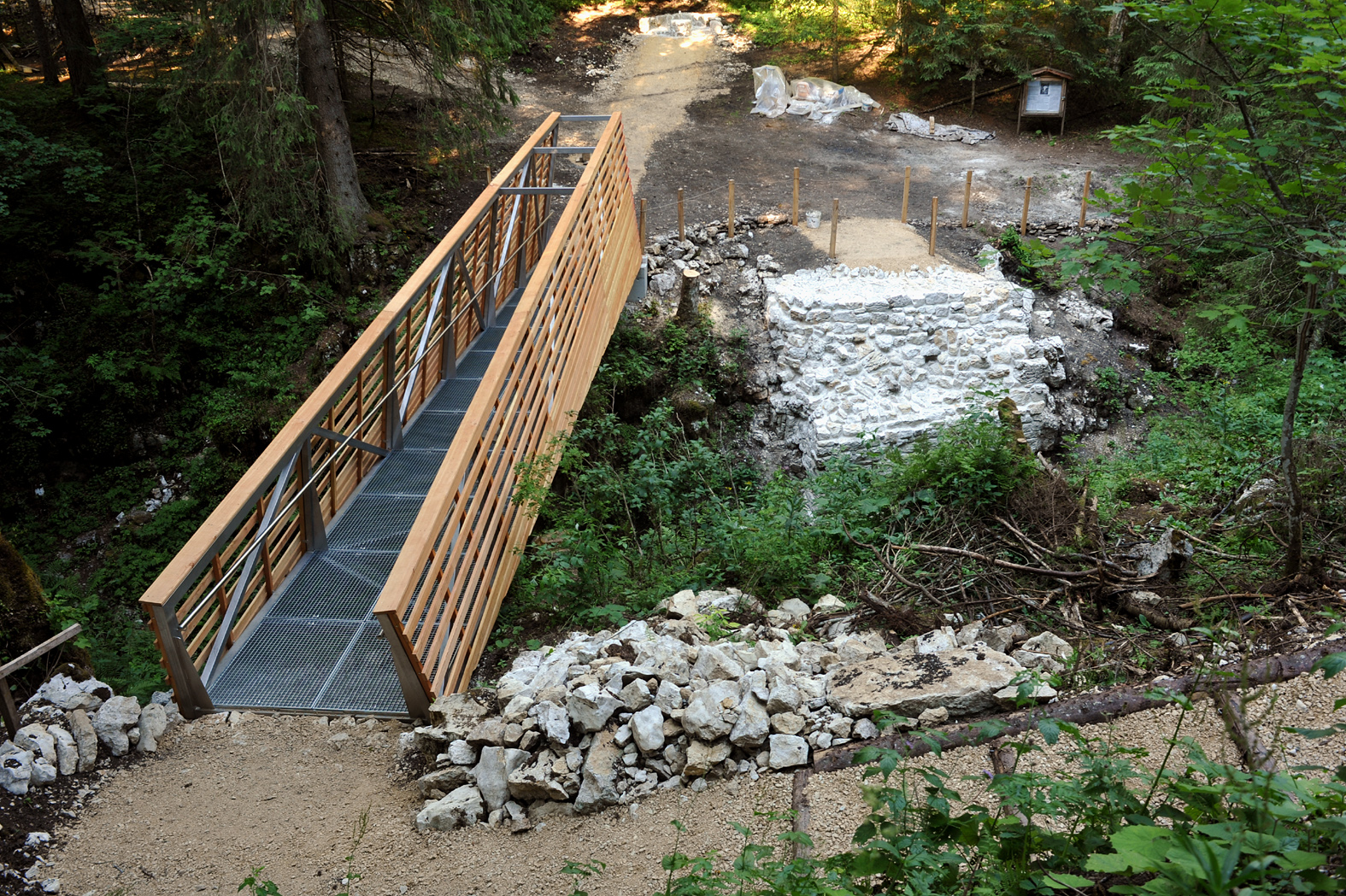
Gesicherte Brückenreste und neuer Fußgängersteg

### Sumiswald
- Täufermuseum Haslenbach, eingerichtet auf dem einst von Hans Haslibacher bewohnten Hof.[16]
- Täuferpfad Gemeinde Sumiswald[17]

### Trub
- Täuferhof mit permanenter Ausstellung, Täufer-Erlebnisweg[18]
- Webseite Täuferversteck

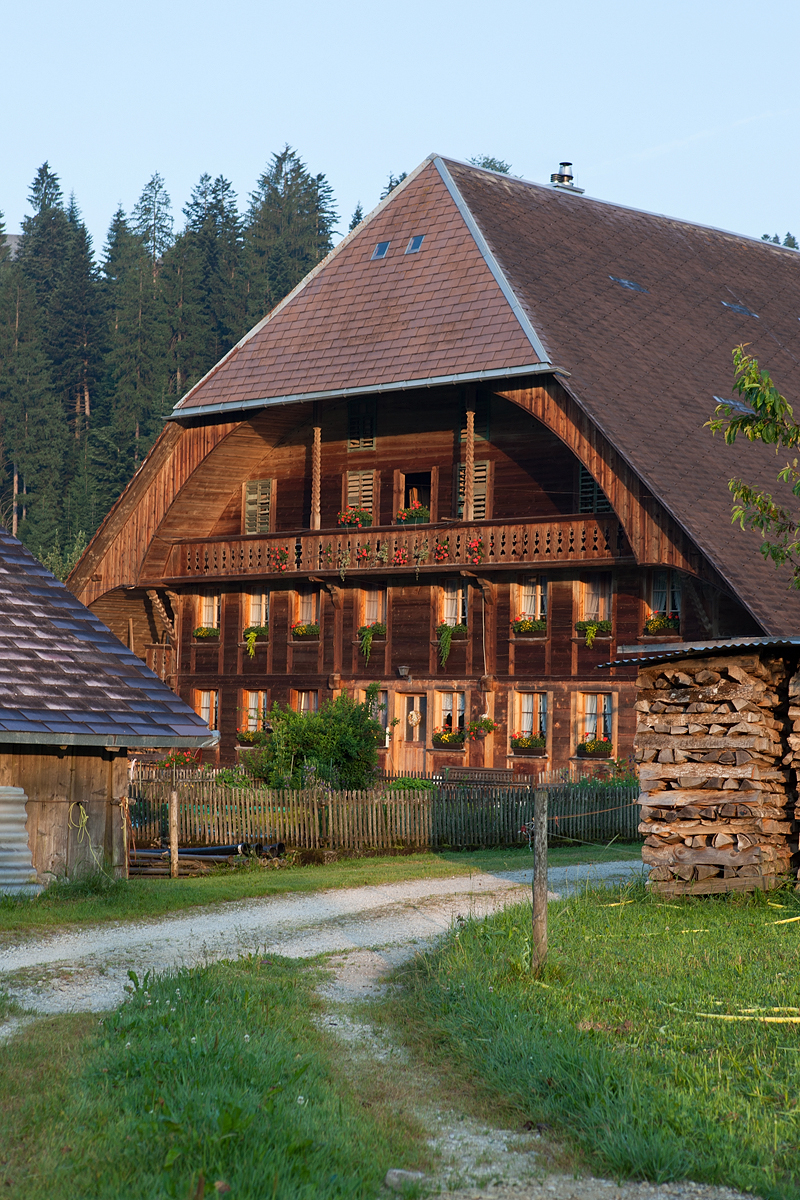
Täuferhof
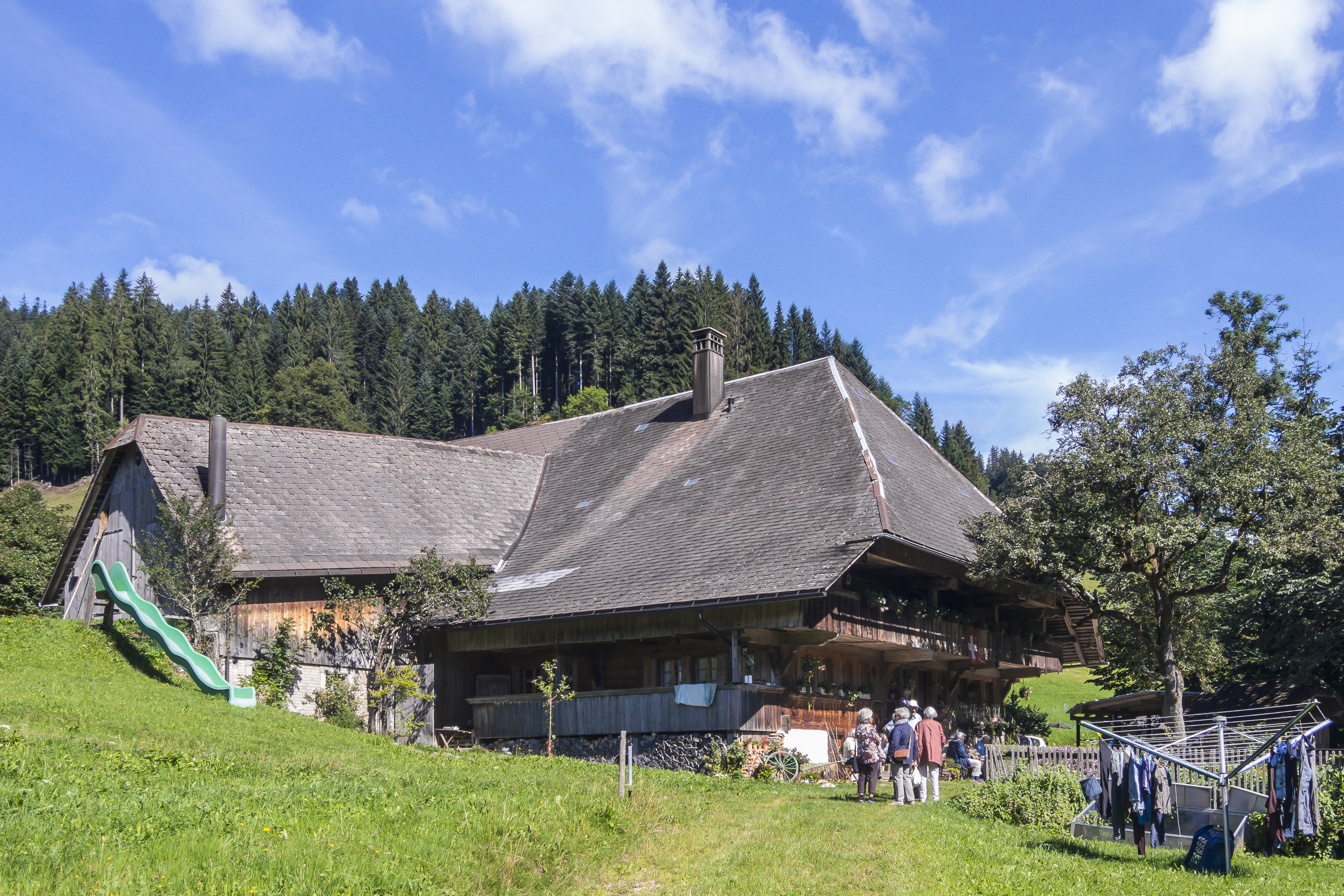
Hof Hinter Hütten

### Zollikon
- Eine Tafel an einem Haus in der Gstadstraße erinnert an eine der ersten Versammlungen (25. Januar 1525) der Täufer.

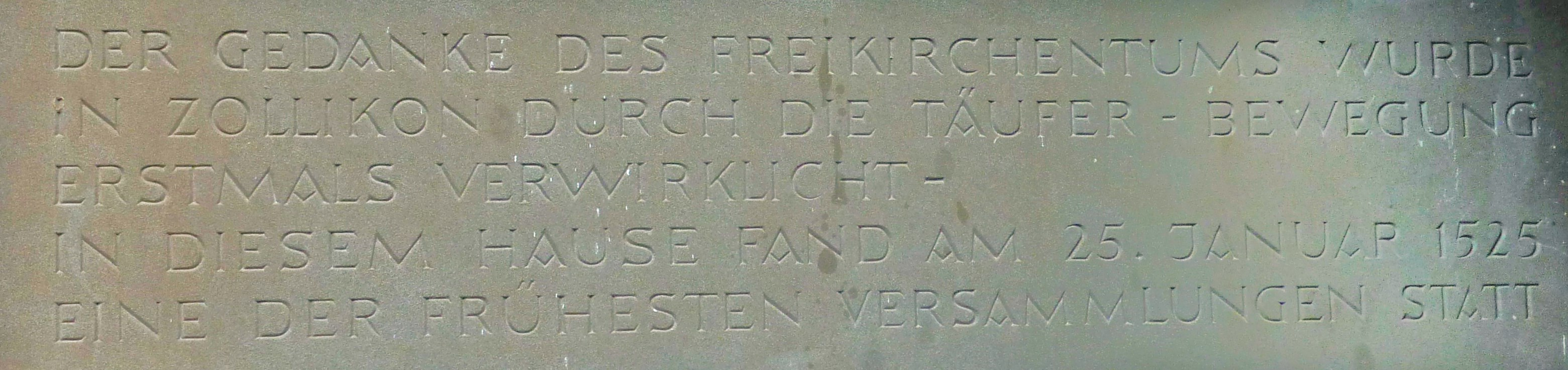
Gedenktafel in der Gstadstraße

### Zürich
- Gedenktafel für Konrad Grebel am Haus Neumarkt 5

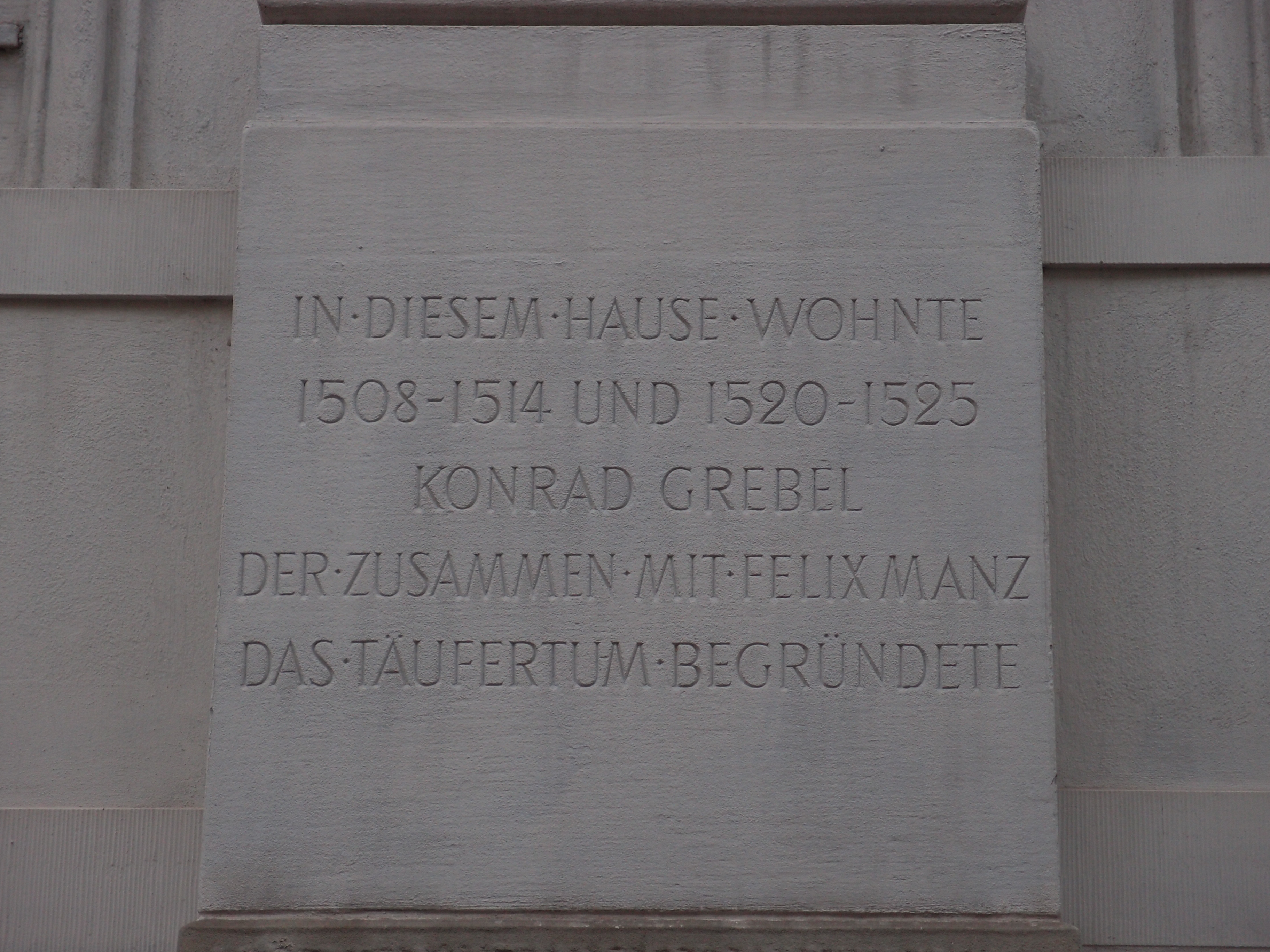
Konrad Grebel

- Gedenktafel für Felix Manz an der Limmat

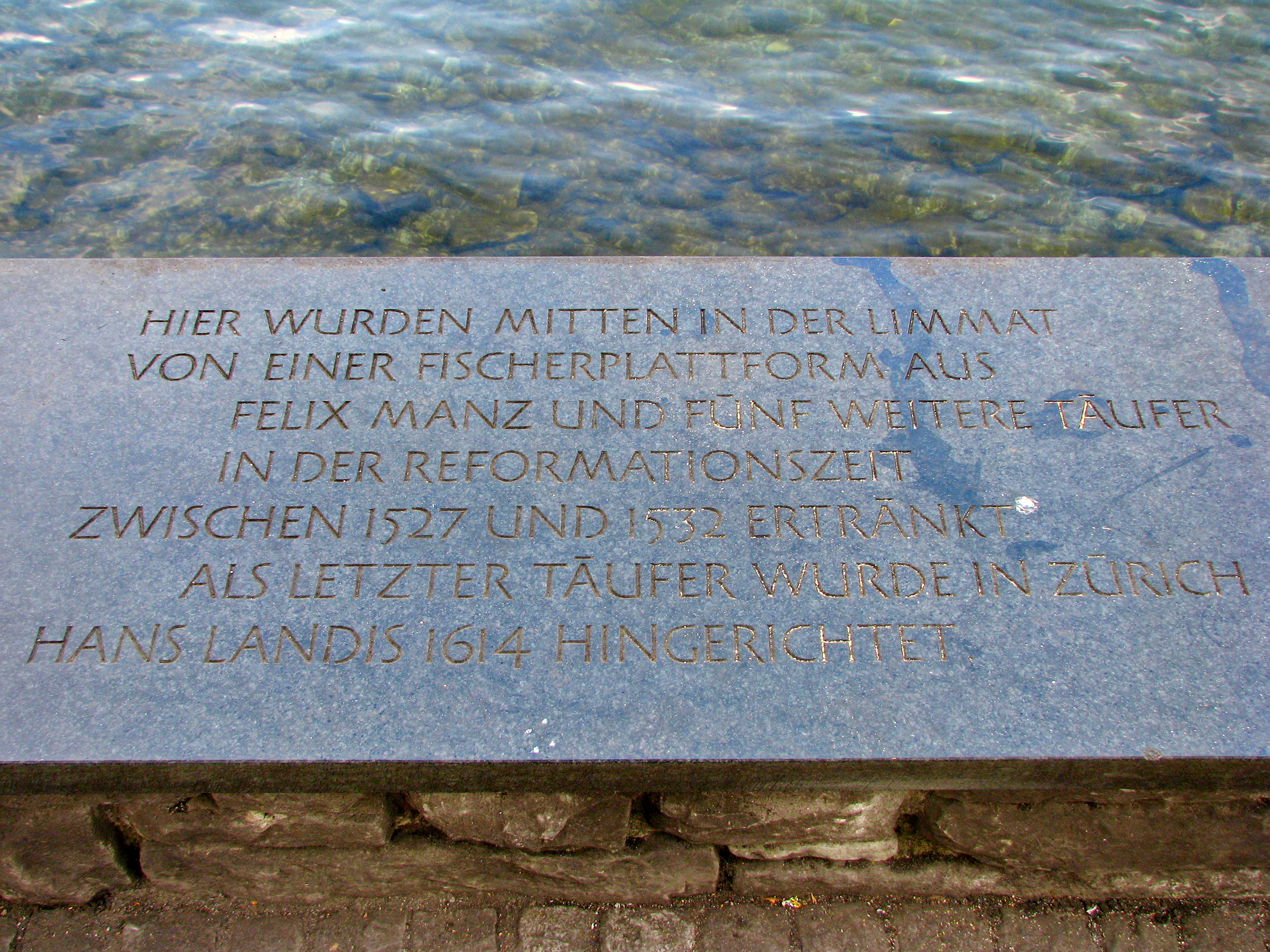
Felix Manz

## Slowakei

### Sobotište
- Habaner-Kirche und weitere Gebäude der Hutterer

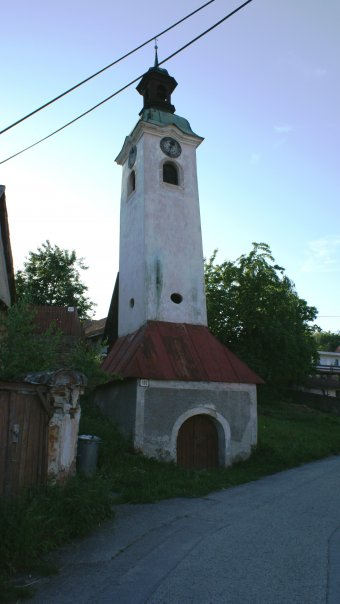
Habaner-Kirche